# Freiberg am Neckar
Freiberg am Neckar ist eine Stadt mit 15.520 Einwohnern (31. Dezember 2024) im Landkreis Ludwigsburg in Baden-Württemberg. Sie liegt etwa 17 Kilometer nördlich der Landeshauptstadt Stuttgart. Freiberg am Neckar gehört zur Region Stuttgart (bis 1992 Region Mittlerer Neckar) und zur europäischen Metropolregion Stuttgart.

## Geographie

### Geographische Lage

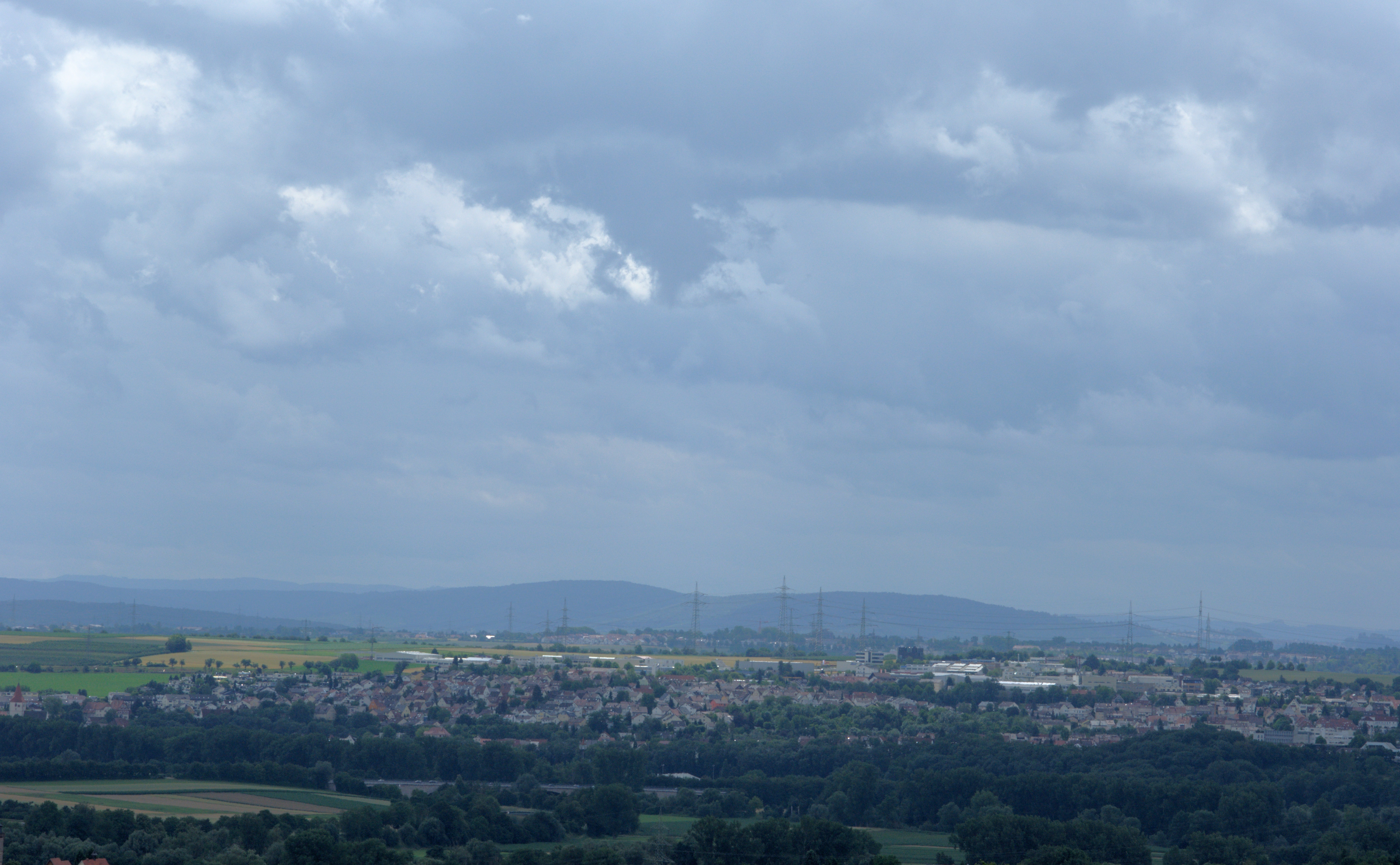
Blick aus nördlicher Richtung, von der Ingersheimer Höhe, auf Freiberg

Freiberg am Neckar erstreckt sich von einer Flussbiegung des Neckars im Norden der Stadt auf die nach Süden und Westen angrenzenden Höhenzüge hinauf. Die Höhenunterschiede Freibergs reichen von über 183 m ü. NHN am Geisinger Neckartal bis zu 285 m ü. NHN am Millenniumshügel (nahe Heutingsheim). Sie ist eine typische Kleinstadt in der wohlhabenden, verkehrsgünstig gelegenen Peripherie einer Großstadtregion. Das Stadtbild ist zum einen geprägt von Wohngebieten mit Einfamilienhäusern und kleinen Mehrfamilienhäusern, zum anderen von Verkehr und einem Kranz von Gewerbegebieten. Durch die Stadt läuft die Autobahn A 81.
Auf den Hügeln um die Stadt herum herrscht eine aufgeräumte Landschaft vor. Die fruchtbaren Lehm-Kalkböden eignen sich gut zur intensiven landwirtschaftlichen Nutzung. Die bäuerlichen Betriebe liegen inmitten von Feldern und Obstanbaugebieten locker verteilt außerhalb des geschlossenen Stadtgebiets. Von den Hügeln oberhalb der Stadt bieten sich weite Blicke ins Neckarland, zum Hohenasperg und zum Stromberg, und in die Täler und Berge des Murr- und Bottwar-Gebiets. Allerdings werden diese Panoramen von Hochspannungsmasten mitgeprägt: Unmittelbar südlich der Freiberger Gemarkung liegt das große Umspannwerk Ludwigsburg-Hoheneck. Von dort aus laufen Stromleitungen sternförmig in alle Richtungen, auch über die Höhenzüge südlich, östlich und westlich von Freiberg.

### Stadtgliederung
Die Stadt Freiberg am Neckar besteht aus den ehemals selbständigen Gemeinden Beihingen am Neckar, Geisingen am Neckar und Heutingsheim. Zur ehemaligen Gemeinde Beihingen am Neckar gehören das Dorf Beihingen am Neckar sowie die abgegangene Ortschaft Bruderhaus. Zur ehemaligen Gemeinde Geisingen am Neckar gehört das Dorf Geisingen am Neckar. Zur ehemaligen Gemeinde Heutingsheim gehören das Dorf Heutingsheim und das Haus Rosenau sowie die abgegangene Burg Kasteneck.

### Nachbargemeinden
Freiberg grenzt im Nordwesten an die Gemeinde Ingersheim, im Nordosten an die Gemeinde Pleidelsheim, im Osten an die Gemeinde Benningen am Neckar, im Süden an die Ludwigsburger Stadtteile Hoheneck und Eglosheim, im Westen an die Stadt Tamm, die kleine Exklave der Stadt Bietigheim-Bissingen um deren Wilhelmshof, wieder Tamm und zuletzt im Nordwesten an das zusammenhängende Stadtgebiet Bietigheim-Bissingens. Alle Nachbargemeinden liegen ebenfalls im Landkreis Ludwigsburg.

### Flächenaufteilung
Nach Daten des Statistischen Landesamtes, Stand 2014.

## Geschichte

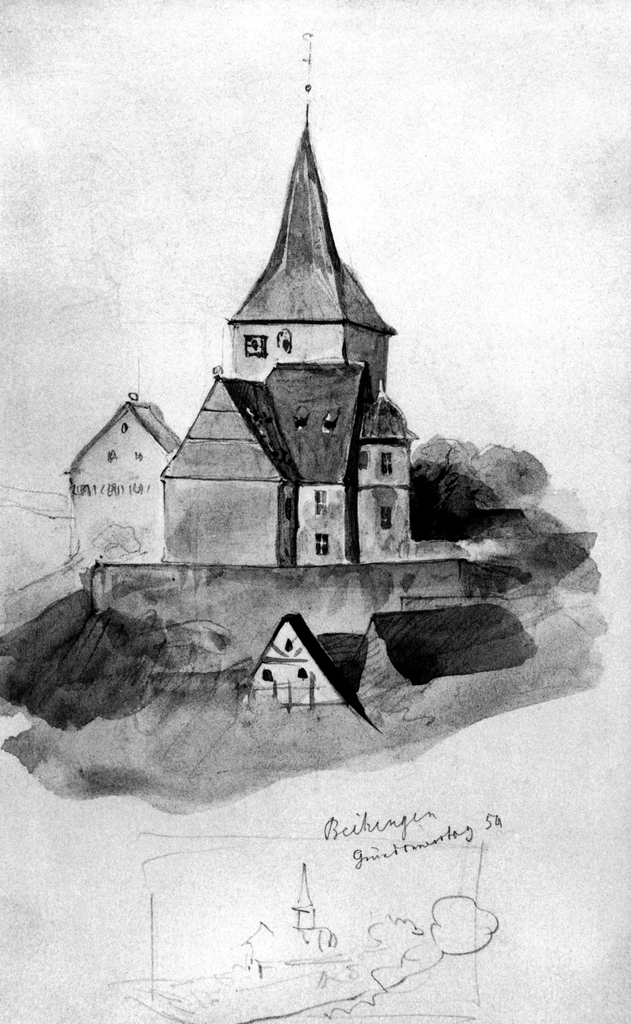
Beihinger Dorfkirche, Aquarell von General Eduard von Kallee, 1854

Freiberg am Neckar entstand am 1. Januar 1972 durch den freiwilligen Zusammenschluss der drei ursprünglich landwirtschaftlich geprägten Gemeinden Beihingen, Geisingen und Heutingsheim. Am 1. Januar 1982 erhielt Freiberg am Neckar die Stadtrechte verliehen.

### Bevölkerungsentwicklung
- 1810: 01.696 Einwohner, davon 0.692 in Beihingen, 0.438 in Geisingen und 0.566 in Heutingsheim
- 1900: 02.298 Einwohner
- 1939: 03.322 Einwohner
- 1950: 04.516 Einwohner
- 1961: 07.024 Einwohner, davon 3.020 in Beihingen, 1.378 in Geisingen und 2.626 in Heutingsheim
- 1970: 11.052 Einwohner, davon 4.819 in Beihingen, 1.917 in Geisingen und 4.316 in Heutingsheim
- 1991: 14.264 Einwohner
- 1995: 14.800 Einwohner
- 2005: 15.510 Einwohner
- 2010: 15.702 Einwohner
- 2015: 15.741 Einwohner
- 2020: 15.976 Einwohner

## Religionen
Nach der Reformation war das Gebiet der heutigen Stadt Freiberg überwiegend evangelisch geprägt. So gibt es heute noch in allen drei Stadtteilen jeweils eine evangelische Kirchengemeinde, die zum Kirchenbezirk Ludwigsburg der Evangelischen Landeskirche gehören. Seit 1954 besteht auch die römisch-katholische Gemeinde mit der Kirche St. Maria, Königin des Friedens, die zum Dekanat Ludwigsburg gehört. Daneben sind die evangelisch-methodistische Kirche, die Mormonen (Kirche Jesu Christi der Heiligen der letzten Tage) und die neuapostolische Kirche in der Stadt vertreten.
Heute stellen die Katholiken rund 25,5 % und die Protestanten 44,5 % der Freiberger Bevölkerung.

## Politik

### Gemeinderat
Die Ergebnisse der Gemeinderatswahl vom 9. Juni 2024 sowie der beiden vorausgegangenen Wahlen zeigt folgende Liste:

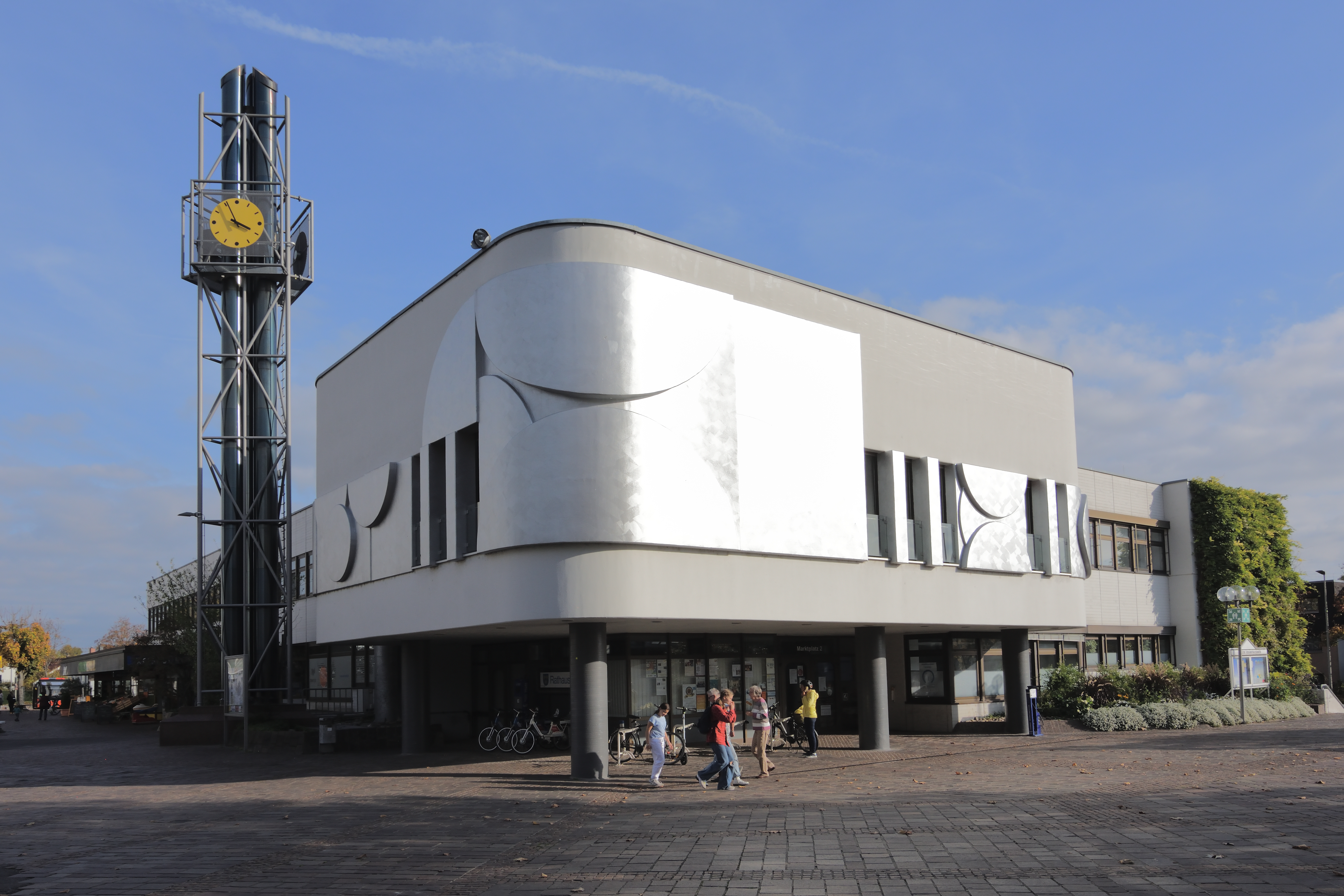
Rathaus

| Parteien und Wählergemeinschaften | Parteien und Wählergemeinschaften                                   | % 2024 | Sitze 2024 | % 2019 | Sitze 2019 | % 2014 | Sitze 2014 | Gemeinderatswahl 2024Wahlbeteiligung: 64,2 % 403020100 28,832,116,013,68,31,3 FWCDUSPDGrüneFDPFBFETGewinne und Verlusteim Vergleich zu 2019 %p 12 10 8 6 4 2 0 −2 −4 −6+3,5+10,2−3,8−4,8−3,0+1,3FWCDUSPDGrüneFDPFBFET |
| FW                                | Freie Wähler                                                        | 28,8   | 6          | 25,3   | 6          | 21,3   | 5          | Gemeinderatswahl 2024Wahlbeteiligung: 64,2 % 403020100 28,832,116,013,68,31,3 FWCDUSPDGrüneFDPFBFETGewinne und Verlusteim Vergleich zu 2019 %p 12 10 8 6 4 2 0 −2 −4 −6+3,5+10,2−3,8−4,8−3,0+1,3FWCDUSPDGrüneFDPFBFET |
| CDU                               | Christlich Demokratische Union Deutschlands                         | 32,1   | 7          | 21,9   | 5          | 24,3   | 5          | Gemeinderatswahl 2024Wahlbeteiligung: 64,2 % 403020100 28,832,116,013,68,31,3 FWCDUSPDGrüneFDPFBFETGewinne und Verlusteim Vergleich zu 2019 %p 12 10 8 6 4 2 0 −2 −4 −6+3,5+10,2−3,8−4,8−3,0+1,3FWCDUSPDGrüneFDPFBFET |
| SPD                               | Sozialdemokratische Partei Deutschlands                             | 16,0   | 4          | 19,8   | 3          | 19,8   | 4          | Gemeinderatswahl 2024Wahlbeteiligung: 64,2 % 403020100 28,832,116,013,68,31,3 FWCDUSPDGrüneFDPFBFETGewinne und Verlusteim Vergleich zu 2019 %p 12 10 8 6 4 2 0 −2 −4 −6+3,5+10,2−3,8−4,8−3,0+1,3FWCDUSPDGrüneFDPFBFET |
| GRÜNE                             | Bündnis 90/Die Grünen (bis 2019: OGL; Offene Grüne Liste)           | 13,6   | 3          | 18,4   | 4          | 14,5   | 3          | Gemeinderatswahl 2024Wahlbeteiligung: 64,2 % 403020100 28,832,116,013,68,31,3 FWCDUSPDGrüneFDPFBFETGewinne und Verlusteim Vergleich zu 2019 %p 12 10 8 6 4 2 0 −2 −4 −6+3,5+10,2−3,8−4,8−3,0+1,3FWCDUSPDGrüneFDPFBFET |
| FDP                               | Freie Demokratische Partei                                          | 8,3    | 2          | 11,3   | 2          | 7,7    | 2          | Gemeinderatswahl 2024Wahlbeteiligung: 64,2 % 403020100 28,832,116,013,68,31,3 FWCDUSPDGrüneFDPFBFETGewinne und Verlusteim Vergleich zu 2019 %p 12 10 8 6 4 2 0 −2 −4 −6+3,5+10,2−3,8−4,8−3,0+1,3FWCDUSPDGrüneFDPFBFET |
| ULF                               | Unabhängige Liste Freiberg                                          | –      | –          | 8,8    | 2          | 12,2   | 3          | Gemeinderatswahl 2024Wahlbeteiligung: 64,2 % 403020100 28,832,116,013,68,31,3 FWCDUSPDGrüneFDPFBFETGewinne und Verlusteim Vergleich zu 2019 %p 12 10 8 6 4 2 0 −2 −4 −6+3,5+10,2−3,8−4,8−3,0+1,3FWCDUSPDGrüneFDPFBFET |
| Linke                             | Die Linke                                                           | –      | –          | 1,8    | 0          | –      | –          | Gemeinderatswahl 2024Wahlbeteiligung: 64,2 % 403020100 28,832,116,013,68,31,3 FWCDUSPDGrüneFDPFBFETGewinne und Verlusteim Vergleich zu 2019 %p 12 10 8 6 4 2 0 −2 −4 −6+3,5+10,2−3,8−4,8−3,0+1,3FWCDUSPDGrüneFDPFBFET |
| FBFET                             | Freiberger Bürgerallianz für Fortschritt, Entwicklung und Tradition | 1,3    | 0          | –      | –          | –      | –          | Gemeinderatswahl 2024Wahlbeteiligung: 64,2 % 403020100 28,832,116,013,68,31,3 FWCDUSPDGrüneFDPFBFETGewinne und Verlusteim Vergleich zu 2019 %p 12 10 8 6 4 2 0 −2 −4 −6+3,5+10,2−3,8−4,8−3,0+1,3FWCDUSPDGrüneFDPFBFET |
| Gesamt                            | Gesamt                                                              | 100    | 22         | 100    | 22         | 100    | 22         | Gemeinderatswahl 2024Wahlbeteiligung: 64,2 % 403020100 28,832,116,013,68,31,3 FWCDUSPDGrüneFDPFBFETGewinne und Verlusteim Vergleich zu 2019 %p 12 10 8 6 4 2 0 −2 −4 −6+3,5+10,2−3,8−4,8−3,0+1,3FWCDUSPDGrüneFDPFBFET |
| Wahlbeteiligung                   | Wahlbeteiligung                                                     | 64,2 % | 64,2 %     | 62,9 % | 62,9 %     | 52,5 % | 52,5 %     | Gemeinderatswahl 2024Wahlbeteiligung: 64,2 % 403020100 28,832,116,013,68,31,3 FWCDUSPDGrüneFDPFBFETGewinne und Verlusteim Vergleich zu 2019 %p 12 10 8 6 4 2 0 −2 −4 −6+3,5+10,2−3,8−4,8−3,0+1,3FWCDUSPDGrüneFDPFBFET |

### Bürgermeister
- 1972–2000 Herbert Schlagenhauf
- 2000–2008 Ralf Maier-Geißer (SPD)
- 2008–2024 Dirk Schaible
- seit 2024 Jan Hambach (SPD)

Bürgermeister ist seit dem 17. Juni 2024 Jan Hambach (SPD). Er wurde am 17. März 2024 mit 79,2 Prozent der Stimmen gewählt.

### Wappen und Flagge
Das Stadtwappen von Freiberg zeigt in Blau drei (2:1) goldene Kugeln/Laible. Die Stadtflagge ist gelb-blau. Wappen und Flagge wurden Freiberg am 3. September 1973 verliehen.
| Beihingen am Neckar | - Das Freiberger Stadtwappen ist identisch mit dem Gemeindewappen der früheren Gemeinde Beihingen am Neckar. Es entstammt dem Wappen der Herren von Freyberg, von denen nach dem freiwilligen Zusammenschluss der drei ehemals selbstständigen Gemeinden Beihingen am Neckar, Geisingen am Neckar und Heutingsheim der Stadtname Freiberg am Neckar abgeleitet wurde. Ludwig von Freyberg herrschte von 1534 bis 1569 über das Schloss und den größeren Teil des Dorfes Beihingen. Die drei Kugeln symbolisieren in der heutigen Deutung die drei Stadtteile. Die Wappen der beiden anderen Stadtteile waren wie folgt: |
| Geisingen am Neckar | - Geisingen am Neckar: in Blau ein goldener Kelch |
| Heutingsheim        | - Heutingsheim: in Schwarz eine goldene Lilie |

### Städtepartnerschaften
- Soisy-sous-Montmorency (Frankreich)
- Erzin (Türkei)
- Roßwein (Sachsen)
- Újhartyán (Ungarn)

## Wirtschaft und Infrastruktur

### Verkehr

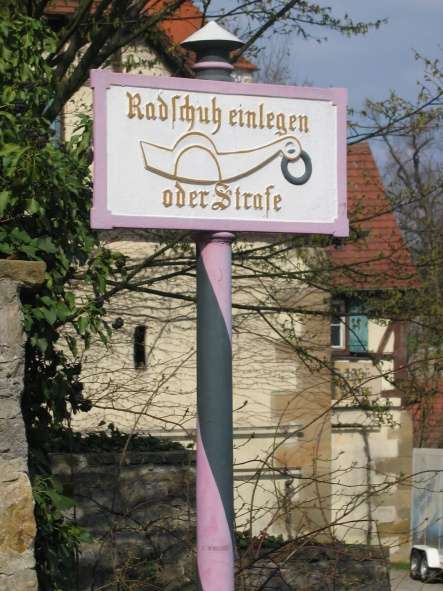
Historisches Verkehrsschild an der Beihinger Schlosskelter

Freiberg liegt an der Bahnstrecke Backnang–Ludwigsburg, die von der Linie S4 (Backnang–Marbach–Stuttgart Schwabstraße) der S-Bahn Stuttgart bedient wird. Der Bahnhof, der heute im Ortsteil Heutingsheim liegt, wurde 1879 unter dem Namen Beihingen eröffnet und lag zunächst an der Bahnstrecke Backnang–Bietigheim. Zwei Jahre später wurde hier eine Nebenstrecke nach Ludwigsburg abgezweigt. Nach der Stadtgründung wurde der Bahnhof zum 1. Juni 1975 in „Freiberg (Neckar)“ umbenannt. Die Lage der nach 1945 nicht wieder in Betrieb genommenen Strecke von Freiberg nach Bietigheim-Bissingen lässt sich auch heute noch über weite Teile in der Natur ausfindig machen. In Freiberg verläuft neben dem alten Bahndamm die Straße „Alte Bahnlinie“, die noch heute an die Bahntrasse erinnert. Im weiteren Verlauf der alten Trassenführung sind bis heute der Bahndamm, ein bis zu 13 m tiefer Einschnitt in der Nähe des Wilhelmshofs, Brücken, Gleisfragmente und ein ehemaliges Bahnwärterhaus zu finden.
2011 wurde die Verbindung Richtung Marbach bis Benningen zweigleisig ausgebaut. Heute hat der S-Bahnhof eine jährliche Frequenz von 1,4 Millionen Fahrgästen.
Der regionale Busverkehr erfolgt im Rahmen des Verkehrs- und Tarifverbunds Stuttgart (VVS). Innerstädtisch verbindet ein Bürgerbus an drei Tagen in der Woche Geisingen, Heutingsheim und Beihingen mit dem Stadtzentrum.
Durch Freiberg verläuft der Neckartal-Radweg, der als Landes-Radfernweg von Villingen-Schwenningen nach Mannheim führt. 
Der Stromberg-Murrtal-Radweg verläuft in Freiberg auf derselben Strecke. Er führt von Karlsruhe nach Gaildorf und verbindet damit den Rheinradweg mit dem Kocher-Jagst-Radweg. Die beiden Radfernwege verbinden Freiberg mit Großingersheim und in der anderen Richtung über Benningen mit Marbach.
Der internationale Flughafen Stuttgart befindet sich im etwa 45 km entfernten Leinfelden-Echterdingen.

### Ansässige Unternehmen

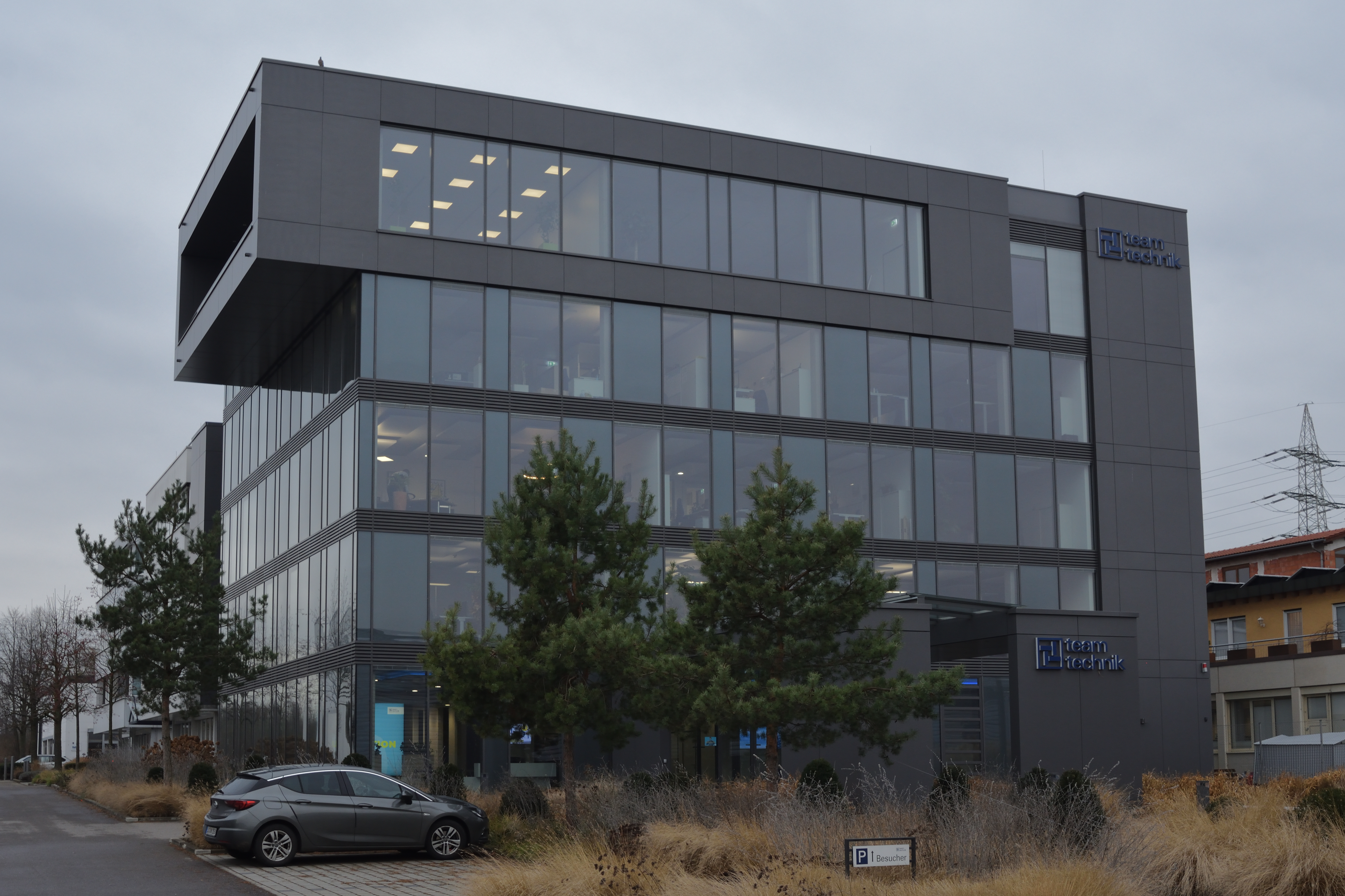
Firmengebäude teamtechnik

Rund 600 kleinere und mittelständische Betriebe haben in Freiberg am Neckar ihre Heimat, darunter
- teamtechnik Maschinen und Anlagen GmbH, Produzent von automatisierter Montage- und Prüftechnik mit weltweit rund 1015 Mitarbeitern und über 175 Millionen Euro Umsatz[10]
- Mieschke Hofmann und Partner (MHP), ein Tochterunternehmen der Porsche AG mit insgesamt 475 Mitarbeitern
- KED Helmsysteme D-H-G Knauer GmbH, Hersteller von Rad-, Reit- und Skihelmen
- Schweitzer-Chemie GmbH, Wasseraufbereitungstechnik, mit über 100 Mitarbeitern
- Sommer GmbH, Produzent im Bereich Industrieller Kennzeichnung und Werbetechnik
- MESTO Spritzenfabrik GmbH, Produzent von Sprühgeräten für Landwirtschaft und Industrie
- G. W. Barth AG stellt Maschinen und Anlagen für die Süßwaren- und Nahrungsmittelindustrie her
- Geisselmann GmbH, Stahl-, Anlagen-, Kran- und Behälterbau
- Food Masters Freiberg GmbH, spezialisiert auf Maschinen zur Verarbeitung von Kakao und Nüssen

### Weinbau
Freiberg am Neckar ist ein Weinbauort, dessen Lagen zur Großlage Schalkstein im Bereich Württembergisch Unterland im Weinbaugebiet Württemberg gehören.

### Öffentliche Einrichtungen

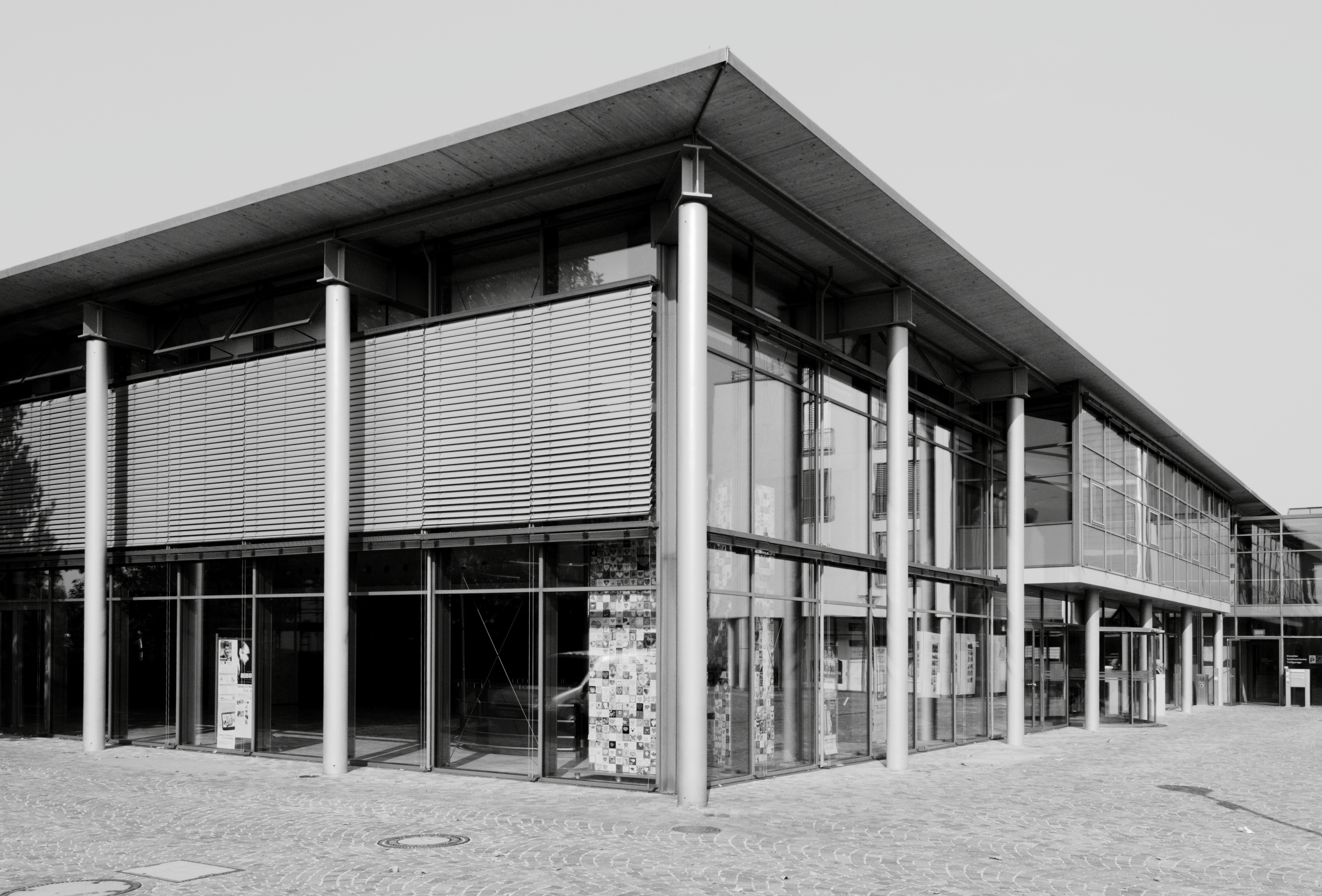
Veranstaltungszentrum Prisma, Südwestecke

Nach einem Wettbewerb im Jahr 1996 wurde von 1998 bis 2001 am Marktplatz durch die Stuttgarter Architektenpartnerschaft Heckmann. Kristel. Jung das große kommunale Veranstaltungszentrum Prisma erbaut. Es dient seitdem für kulturelle und kommunale Veranstaltungen aller Art. Für Musik- und Theaterdarbietungen für ein kleineres Publikum wird nach wie vor auch die alte Schlosskelter gegenüber dem Beihinger Schloss in Anspruch genommen.
Neben der Oscar-Paret-Schule befindet sich die Stadtbibliothek.
Es gibt ein Alten- und Pflegeheim der kreiseigenen Kleeblatt Pflegeheime.
Im Ortsteil Beihingen befindet sich im denkmalgeschützten ehemaligen Rathaus heute das Jugendhaus.

### Bildungseinrichtungen

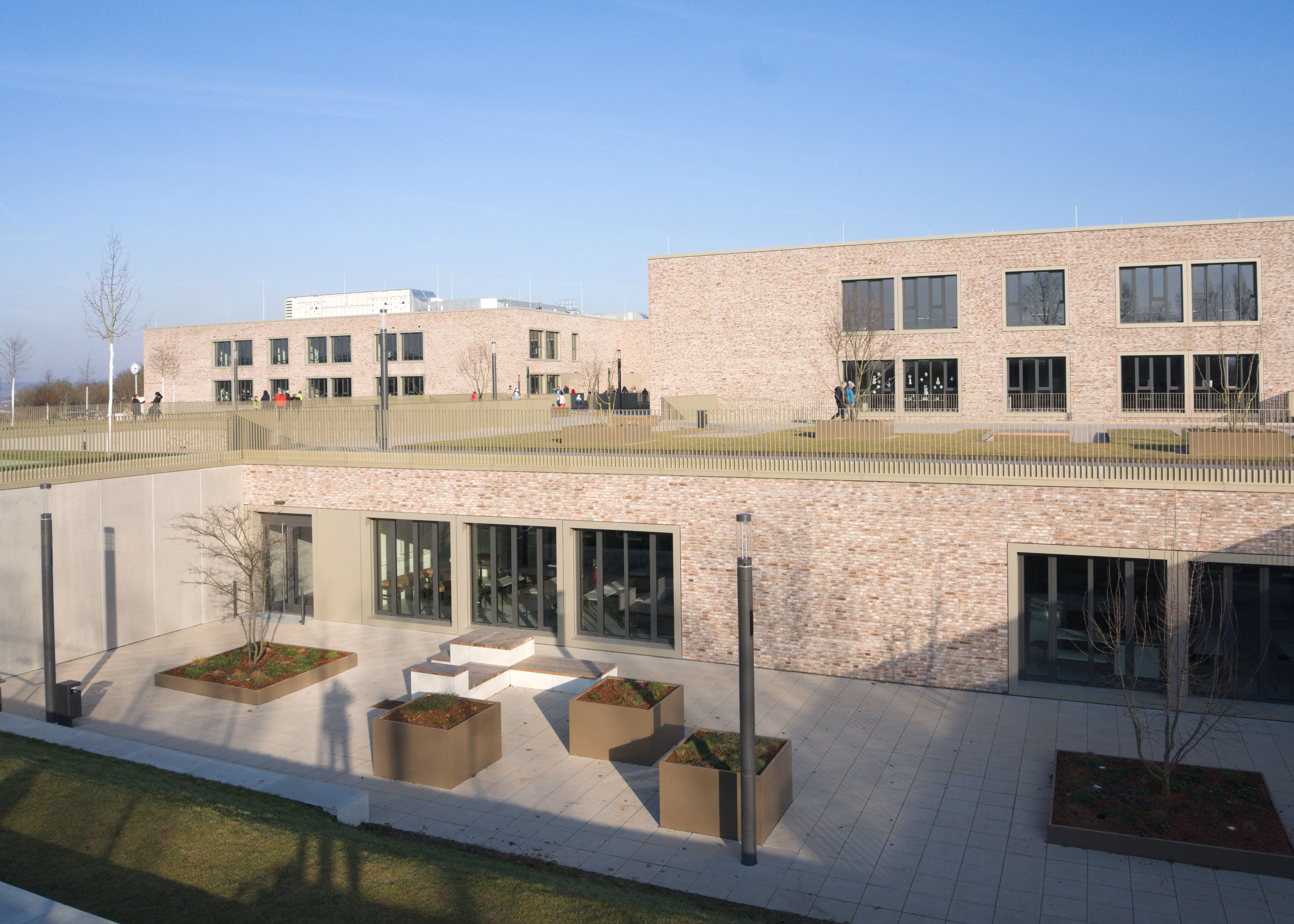
Neubau der Oscar-Paret-Schule, Februar 2023

In der Oscar-Paret-Schule sind ein Gymnasium, eine Realschule und eine Hauptschule mit Werkrealschule vereint. Die Oscar-Paret-Schule war die zweite Gesamtschule Baden-Württembergs. Sie gehörte im Jahre 2008 zu den Finalisten des Deutschen Schulpreises. 2022 wurde der sanierungsbedürftige Bau von 1974 aufgegeben und durch einen Neubau ersetzt.
Daneben gibt es mit der Flattichschule, der Grünlandschule und der Kasteneckschule drei reine Grundschulen, außerdem sechs städtische Kindergärten mit insgesamt 19 Gruppen, einen Waldkindergarten in freier Trägerschaft und die Kita Zwergenstüble, die Kinder zwischen ein und drei Jahren betreut.

### Ver- und Entsorgung

#### Strom- und Gasversorgung
Die Strom- und Gasnetze werden von der Syna GmbH betrieben, einem Tochterunternehmen der Süwag Energie AG.

#### Wasserversorgung
Die Stadtteile Beihingen und Heutingsheim werden mit Mischwasser von der Bodensee-Wasserversorgung und Eigenwasser aus dem Tiefbrunnen Hohes Gestad versorgt. Der Stadtteil Geisingen erhält Mischwasser von der Bodensee-Wasserversorgung und Fremdwasser von den Stadtwerken Bietigheim-Bissingen.

#### Abwasserentsorgung
Die Abwässer werden in der städtischen Kläranlage in der Talstraße gereinigt.

#### Abfallentsorgung
Für die Abfallentsorgung ist die Abfallverwertungsgesellschaft des Landkreises Ludwigsburg mbH (AVL) zuständig, eine 100-prozentige Tochtergesellschaft des Landkreises Ludwigsburg. Der Landkreis hat die AVL beauftragt, die Aufgaben zur Vermeidung, Verwertung und Beseitigung von Abfällen zu erfüllen.

## Kultur und Sehenswürdigkeiten

### Vereinsleben

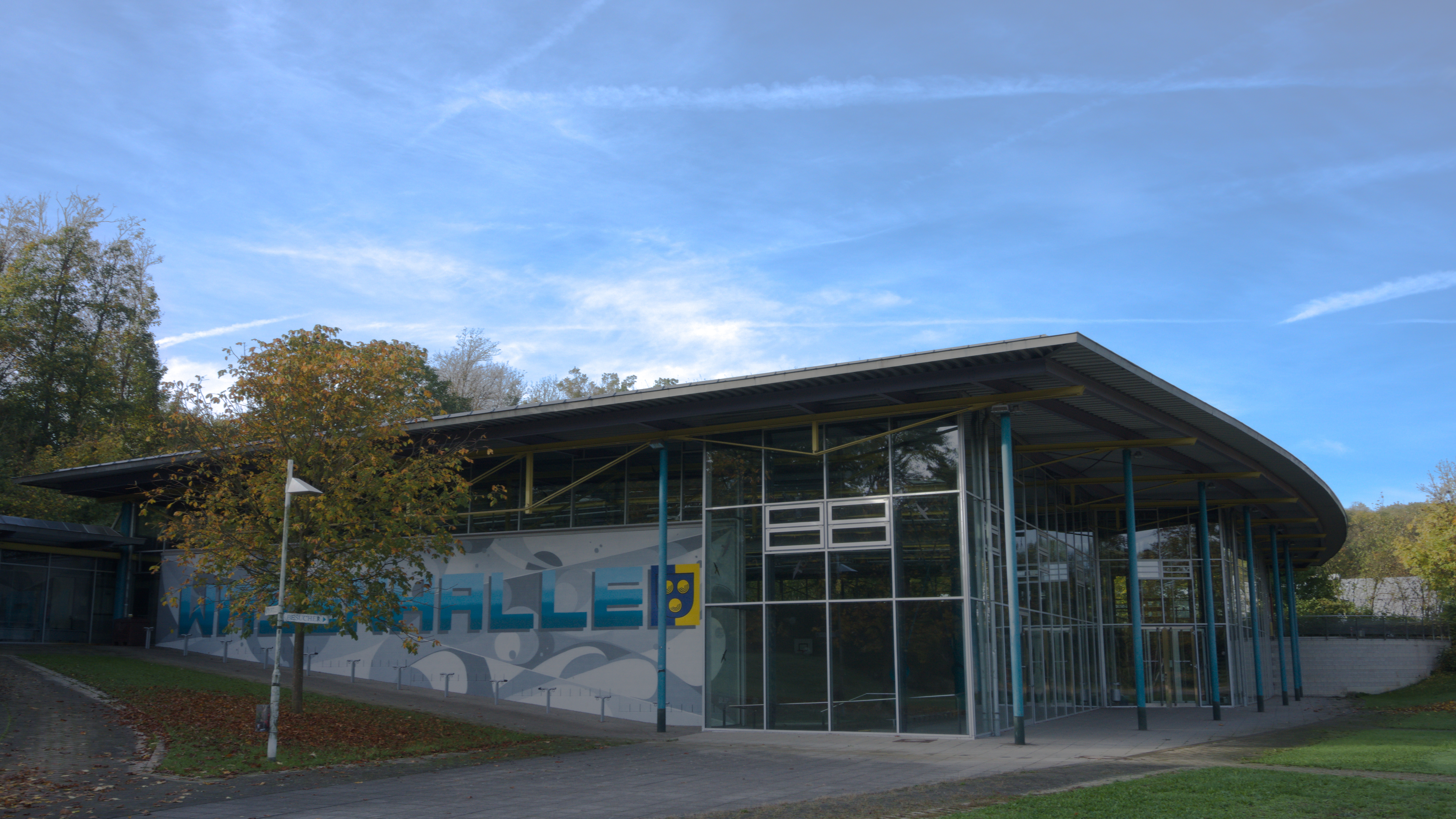
Wasenhalle

- WasenhalleDer TuS 1899 Freiberg ist der größte ortsansässige Verein und bietet ein umfangreiches Breitensportangebot.
- Der SGV Freiberg ist 1973 aus dem SGV Heutingsheim hervorgegangen. Erfolgreichste Sparte ist die Fußball-Abteilung, deren erste Herren-Mannschaft 2022 in die Regionalliga aufstieg.
- Seit 2011 ist der aus der Basketballabteilung des SGV Freiberg hervorgegangene Mamo Baskets Freiberg e. V. mit sechs Jugendmannschaften am Start.
- Die Stadtkapelle des Musikvereins Stadtkapelle Freiberg a. N. e. V. besteht derzeit aus 45 aktiven Musikern.
- Die Schachfreunde Freiberg e. V. pflegen seit 1986 den Schachsport in der Stadt.

### Museen

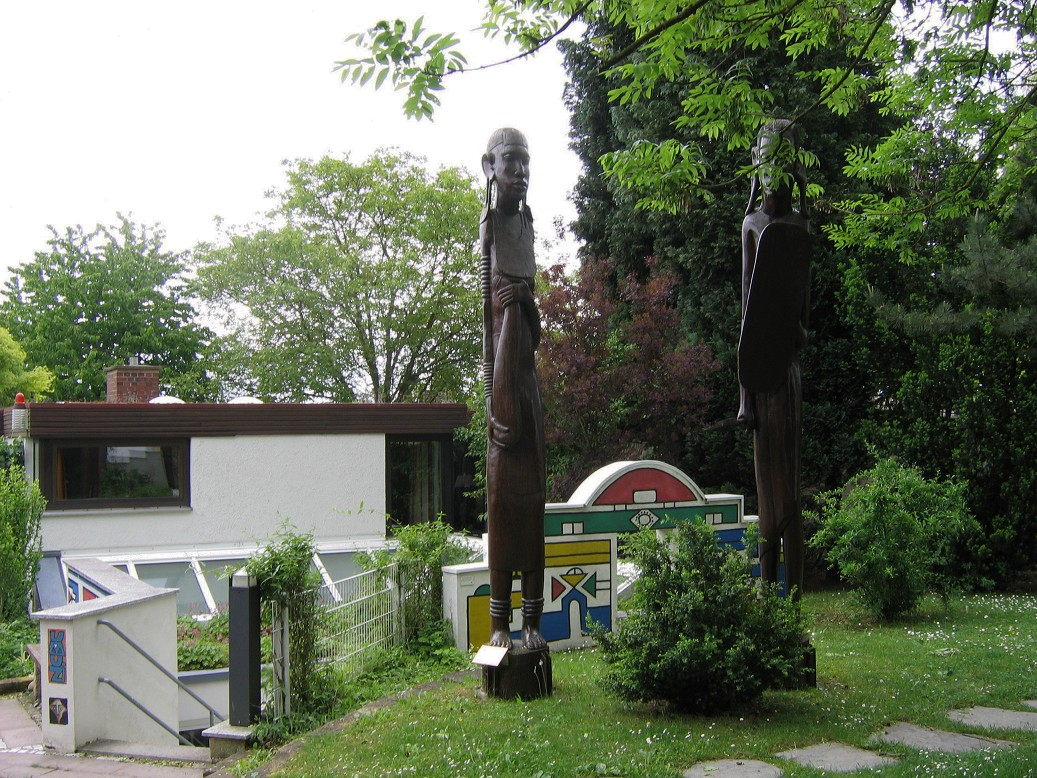
Afrikahaus

Das Museum im Schlössle im Geisinger Gutsschlösschen dokumentiert die historische Entwicklung Freibergs. Dargestellt wird die Frühgeschichte ab den ersten Nachweisen menschlicher Besiedlung, die Geschichte der adeligen Grundherren, die Entwicklung von Handwerk, Landwirtschaft und Industrie sowie die Geschichte der Kriegs- und Notzeiten am Ort. Außerdem findet zur Weihnachtszeit eine sehenswerte Ausstellung über Springerle statt.
Das Afrika-Haus mit seiner Sammlung afrikanischer Kunst ist aufgrund maroder Bausubstanz nicht mehr geöffnet (Stand 2024). Seitens der Stadt ist geplant, für die Sammlung stattdessen im Zentrum der Stadt Räumlichkeiten zu schaffen.

### Bauwerke

#### Stadtteil Beihingen
Die Amanduskirche aus dem 16. Jahrhundert wurde ursprünglich als Wehrkirche angelegt und liegt auf einer Anhöhe über dem alten Ortskern. Sie ist sehenswert wegen ihrer baulichen Vielgestaltigkeit mit Elementen aus vielen Epochen, ihrer Ausmalungen und ihrer wertvollen Orgel von 1766, deren Prospekt erhalten blieb und deren Klangkörper 1981 nach dem alten Vorbild erneuert wurde.
In Sichtweite der Amanduskirche befindet sich das alte Schloss Beihingen, erbaut durch die Herren von Nothaft von Hohenberg und die Herren von Gemmingen. Der älteste Bestandteil des alten Schlosses sind Reste eines Wohnturms aus dem 13. Jahrhundert. Die heute noch bestehenden Gebäude wurden im Wesentlichen 1480 und 1680 errichtet. Es beherbergt heute Archive und Vereinsräume.
Das neue Schloss auf der gegenüber liegenden Straßenseite wurde 1573 durch Friedrich von Breitenbach erbaut und diente seitdem einer ganzen Reihe von Adelsfamilien als Wohnsitz. Heute ist es in Privatbesitz der Familie von Graevenitz. Neben dem dreigeschossigen Hauptbau ist von der Ludwigsburger Straße aus die 1591 erbaute ehemalige Zehntscheuer sichtbar; beide Gebäude sind in der Farbgebung ihrer Entstehungszeit wiederhergestellt.
In unmittelbarer Nachbarschaft der beiden Schlösser steht die Schlosskelter. Sie wurde 1730 neu erbaut, an Stelle einer seit 1577 bestehenden Kelter. Seit 1964 befindet sich das Gebäude in Gemeindebesitz. Es dient heute als Ort für kulturelle Veranstaltungen.
Im ehemaligen Ortskern ist in der Neckarstraße 5 das alte Rathaus aus dem 16. und 17. Jahrhundert, das Geburtshaus von Johann Friedrich Flattich, erhalten geblieben, in dem sich heute das Jugendhaus der Stadt befindet. Haus Nr. 6 ist das ehemalige Schulhaus von 1776. Weitere historisch bemerkenswerte Gebäude im alten Ortskern sind die Häuser in der Mühlstraße 1 und in der Benninger Straße 13, 15 und 17 aus dem 17. Jahrhundert. Die Hofanlage von Haus Nr. 13 gehört zum ehemaligen Kleinbottwarer Hof, der bis ins 13. Jahrhundert zurück reicht.
Im Neckar liegt das Stauwehr Beihingen, an dem der Seitenkanal Pleidelsheim vom Altarm des Flusses abzweigt.

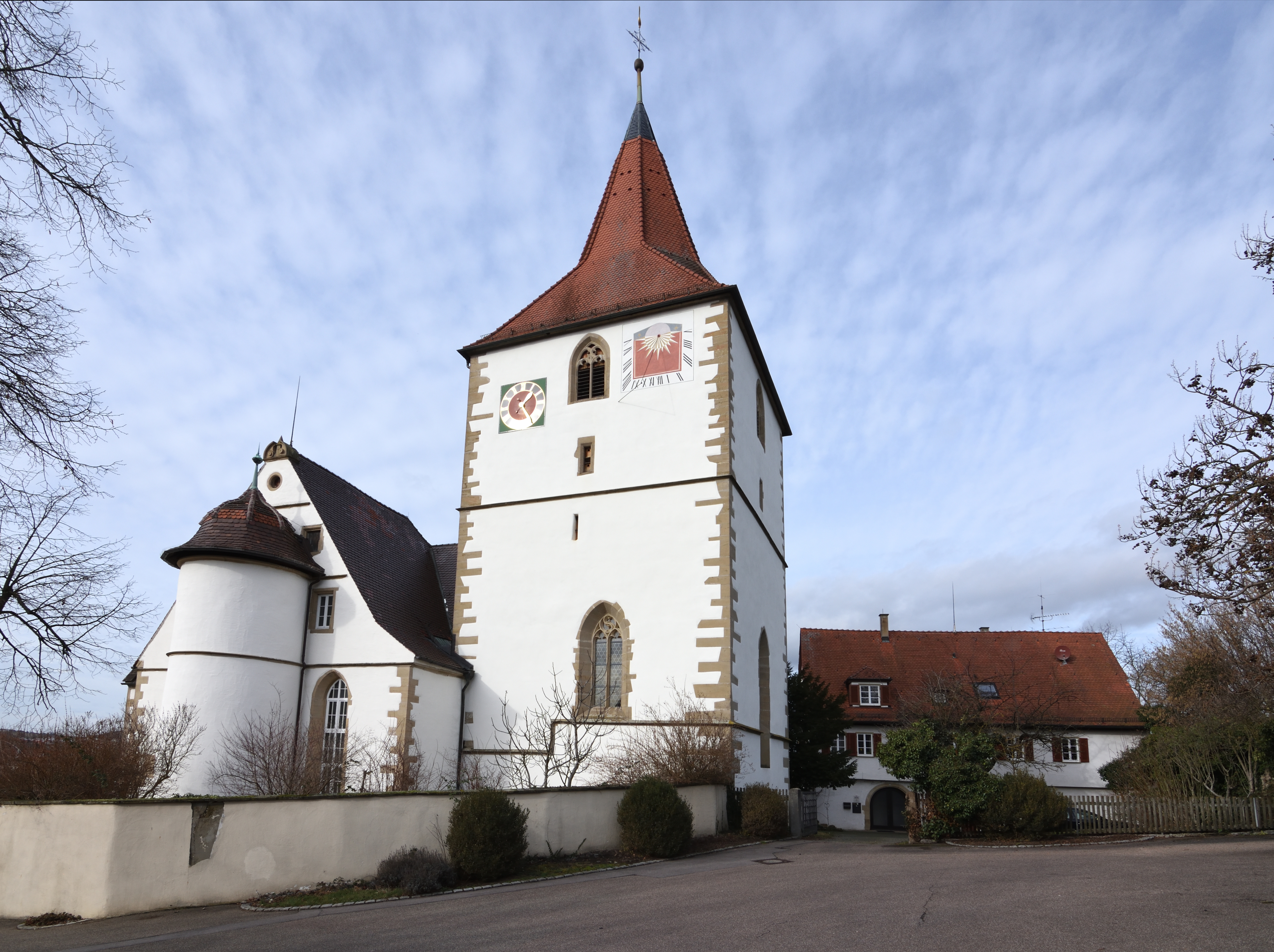
Amanduskirche mit Pfarrhaus
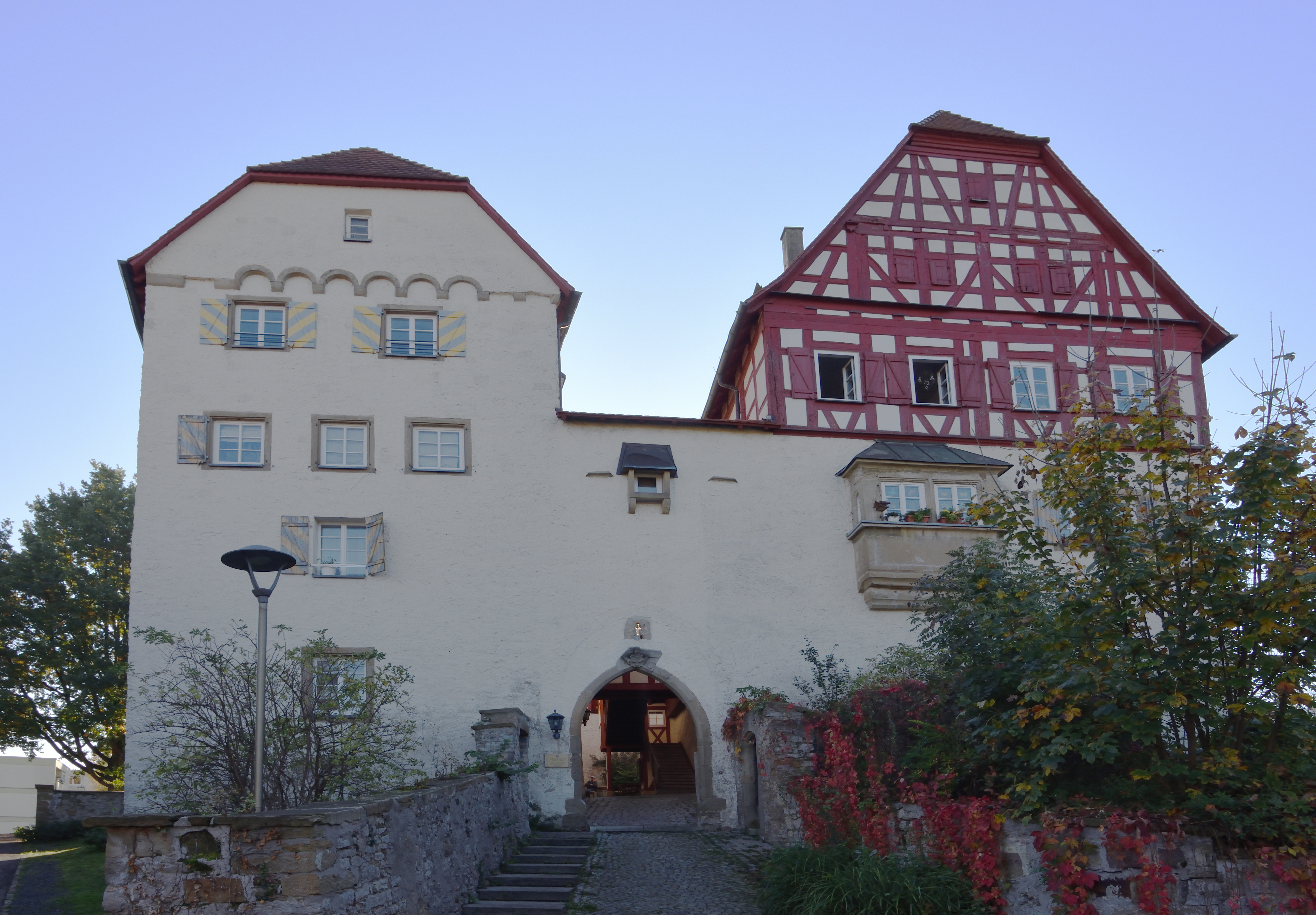
Altes Schloss
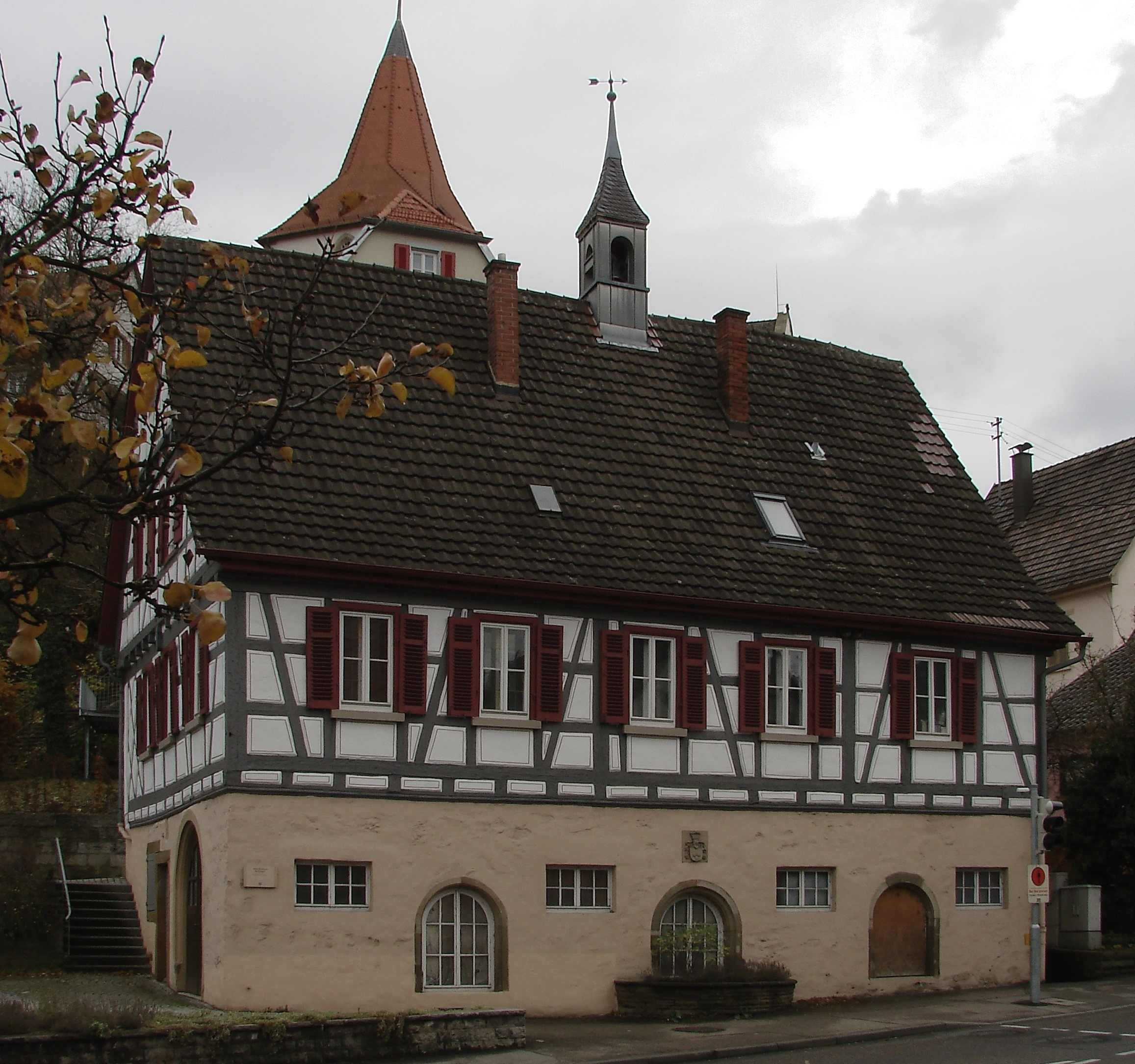
Altes Rathaus

#### Stadtteil Geisingen
In Geisingen befindet sich die spätgotische Nikolauskirche. Zunächst wurde 1474 eine Kapelle gebaut, die heute als Chor dient. Hauptschiff und Turm wurden 1521 und 1522 angebaut. 1900 erhielt der Turm sein heutiges Spitzdach anstelle eines früheren Haubendachs. Im Inneren der Kirchen befinden sich die Grabmäler der früheren Ortsherren, der Familien von Stammheim und Schertlin von Burtenbach aus dem 16. Jahrhundert.
Unmittelbar unterhalb der Kirche befindet sich das Ende des 16. Jahrhunderts erstmals erwähnte und 1723 neu erbaute obere Geisinger Schloss, das sogenannte Kniestedt’sche Schloss. Noch ca. 200 m weiter unterhalb, auf dem flachen Talgrund, steht das untere Schloss, der Stammsitz der Herren von Stammheim, ein ehemaliges Wasserschloss von 1486. Die heutigen Gebäude sind aber allesamt jünger; teilweise wurden sie erst im 20. Jahrhundert nach den alten Vorbildern und an ihrem Ort neu erbaut. Ein Erweiterungsbau des alten Wasserschlosses ist das sogenannte Schlössle, das mit der Jahreszahl 1671 bezeichnet ist. Weitere Gebäude aus dem 17. Jahrhundert in der Hofanlage des unteren Schlosses sind die alte Ölmühle und die ehemalige Kelter.

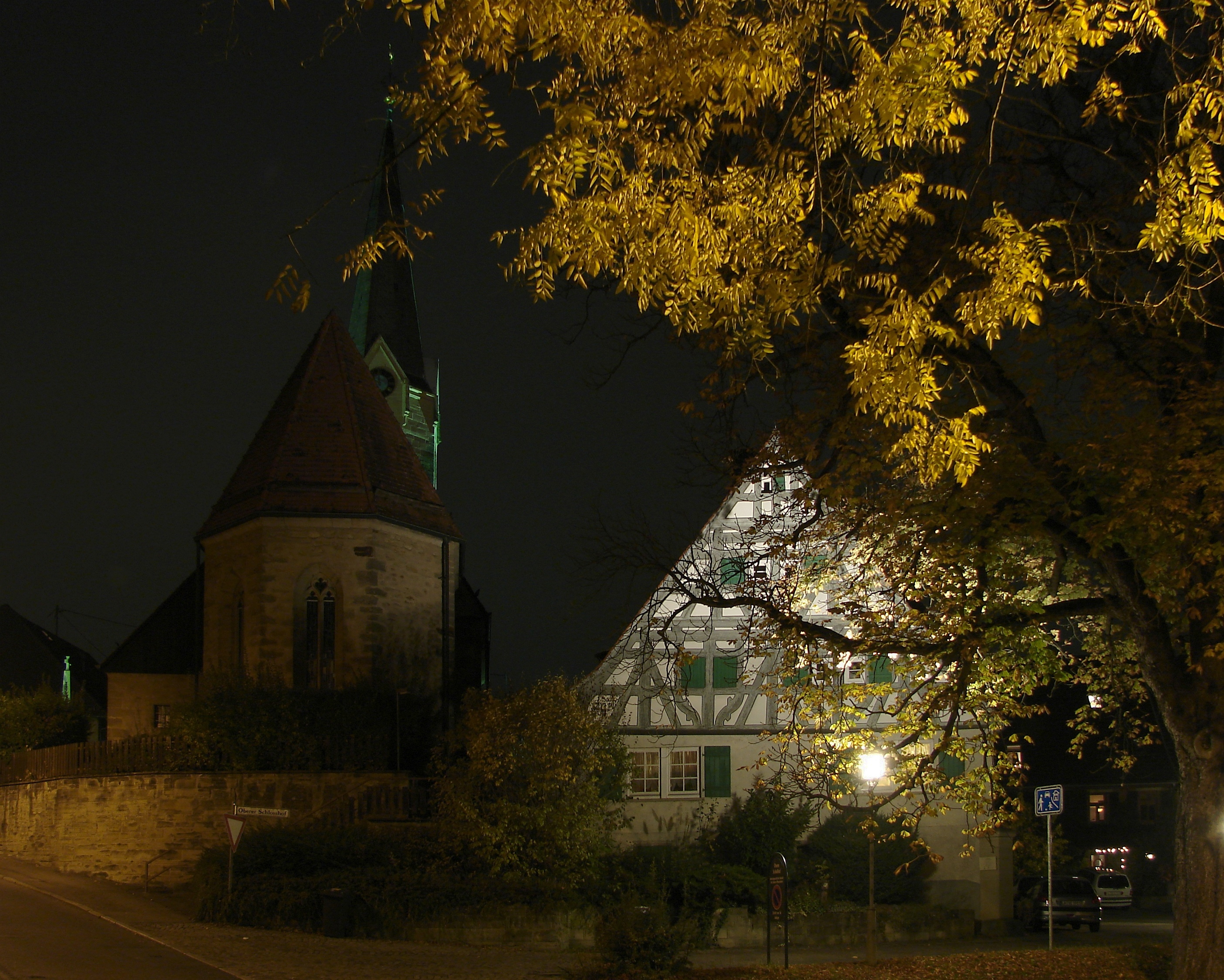
Nikolauskirche und Wirtschaftsgebäude des oberen Schlosses
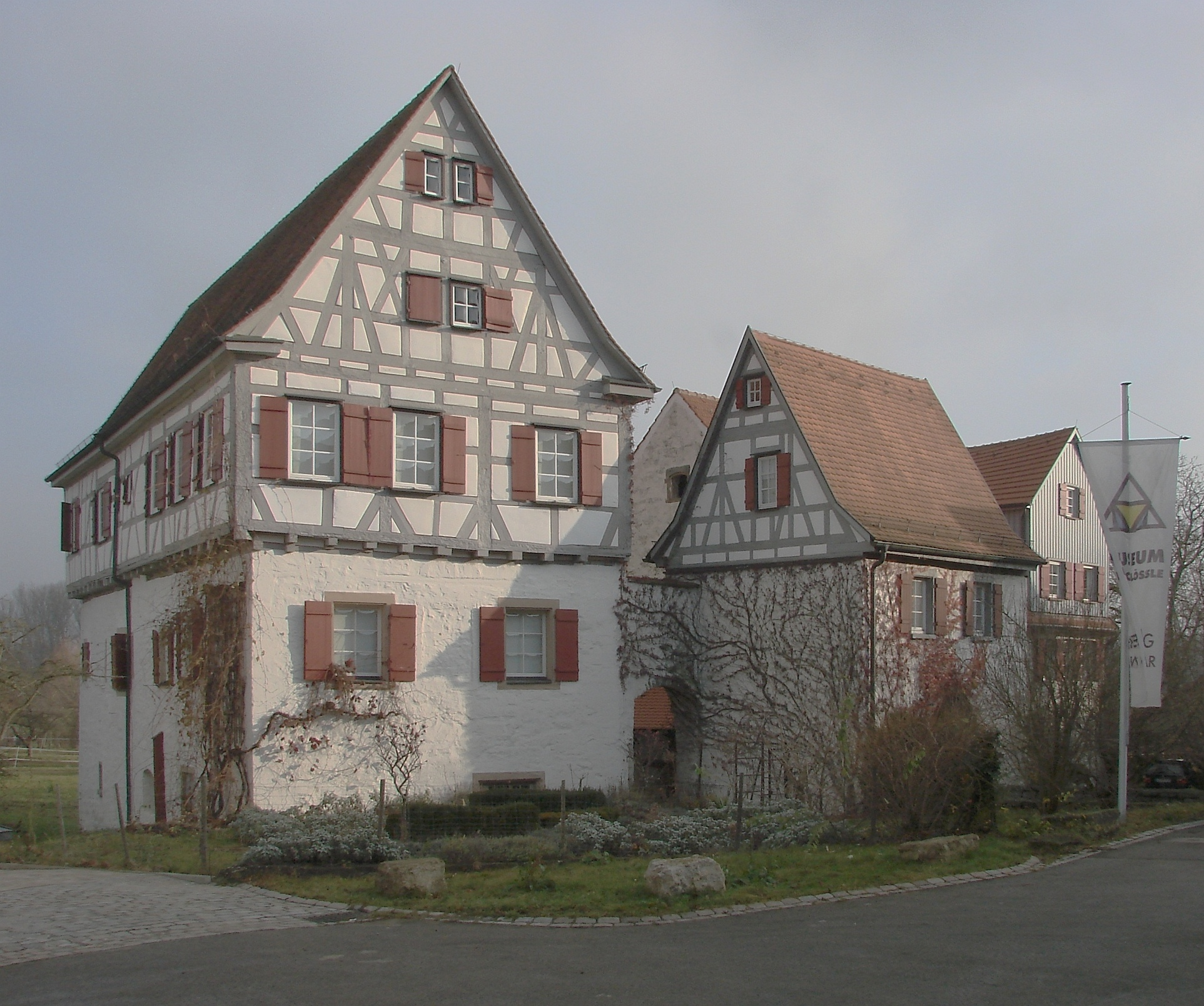
Schlössle
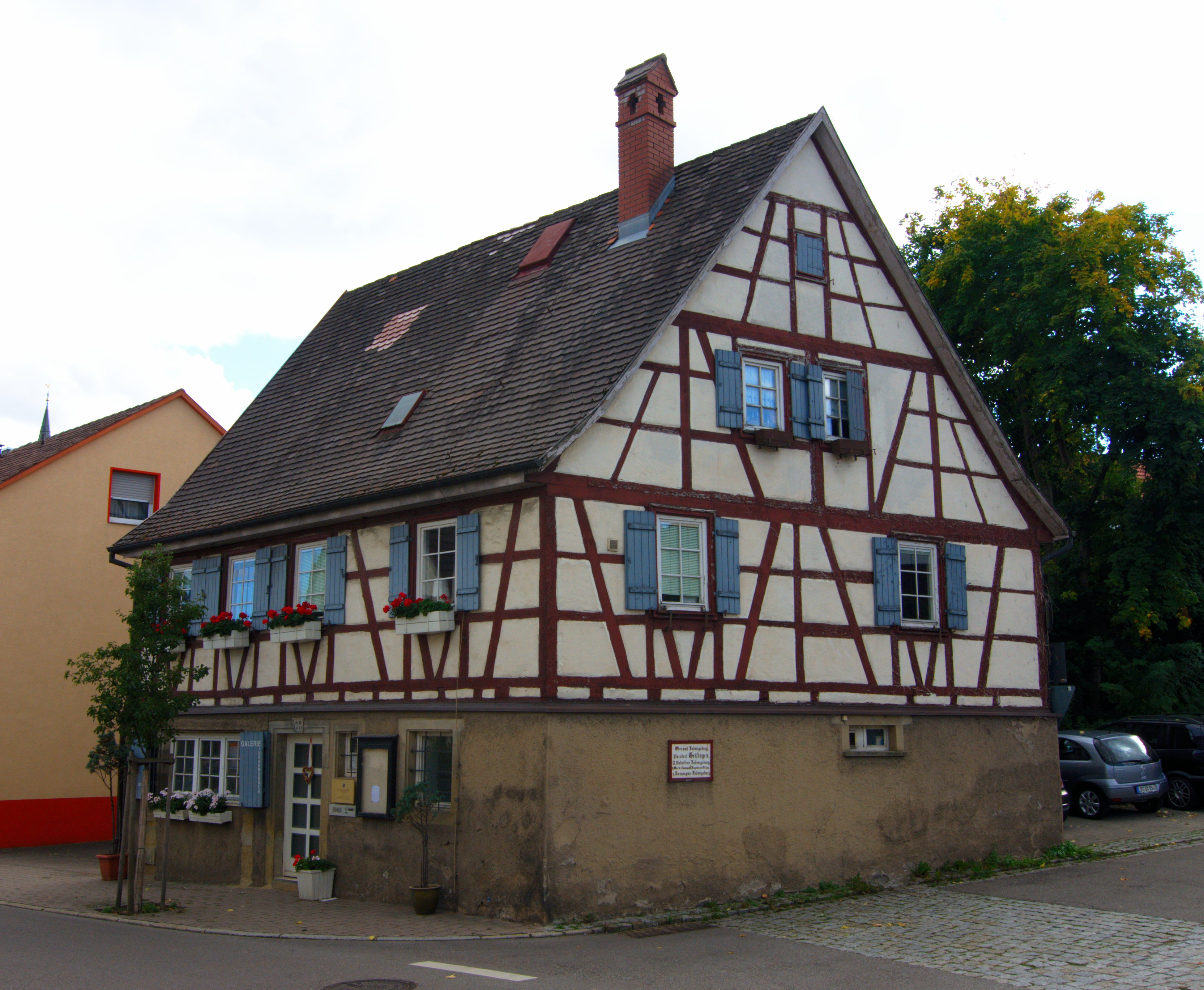
Altes Geisinger Rathaus

#### Stadtteil Heutingsheim
Am Ortsausgang Richtung Ludwigsburg-Eglosheim liegt das größte original chinesische Haus Europas. Es ist umgeben von einem für die Öffentlichkeit zugänglichen Garten, der nach taoistischen Prinzipien gestaltet ist. Haus und Garten wurden nach der Erschließung des Geländes 1994 durch die chinesische Dashi-Unternehmensgruppe von chinesischen Bauarbeitern und Handwerkern errichtet. Sämtliche Baumaterialien wurden eigens aus China antransportiert. Nach der Eröffnung 1995 diente es als deutsch-chinesisches Zentrum sowie Restaurant. 2007 wurde das Haus, nachdem der Betreiber im Sommer 2006 Insolvenz angemeldet hatte, aufgegeben und stand leer. 2008 wurden das Gebäude und der umgebende Garten wegen Einsturzgefahr gesperrt. Im November 2008 entschied das Landgericht Stuttgart, dass die in Insolvenz befindliche Betreibergesellschaft das Haus und das umgebende Gelände an die Stadt zurückgeben muss. Im Mai 2010 begannen die Sanierungsarbeiten, für die der neue Besitzer, Ming Ze Schaumann, eigens chinesische Handwerker engagiert hatte. Am 15. Mai 2011 wurde das renovierte Chinahaus neu eröffnet. Anfang 2014 schloss das Haus jedoch wieder unter ungeklärten Umständen. Lange verhinderte ein Rechtsstreit die Nutzung, seit Oktober 2018 ist es als Ming Chinacenter wieder geöffnet und dient als Restaurant, Feier-Location und Zentrum für fernöstliche Kultur.
Das Zentrum des ehemaligen Dorfes Heutingsheim bildete, inmitten eines dicht bebauten Ortskerns mit schmalen Straßen und Gassen, das klassizistische Rathaus von 1781, an der Ecke Kirchstraße – Wilhelmstraße gelegen. Die evangelische Pfarrkirche Simon und Judas, eine spätgotische Westturmkirche von 1487, hat innen einen schön gestalteten Chor mit Netzrippengewölbe. Die Schlusssteine zeigen die biblischen Apostel Simon und Judas (Thadäus) sowie Maria mit Kind als Himmelskönigin. Die Kanzel ruht auf einer steinernen Skulptur: Der Kanzelträger, ein kniender Mann, geschaffen von Anton Pilgram, trägt sie auf seinen Schultern. Im Turm stammt die große Glocke mit der Inschrift Osanna aus dem Jahr 1492.
Auch Heutingsheim verfügt über einen ehemaligen Herrensitz, das Schloss Heutingsheim. Der um 1700 erbaute Gebäudekomplex mit seinem Herrenhaus und dem dreiflügeligen Wirtschaftsgebäude ist zur Straße hin von einer Schlossmauer abgegrenzt. Er ist ein typisches Beispiel für einen adligen Landsitz aus jener Zeit. Untypisch für die Gegend sind die niederdeutschen Elemente am straßenseitigen Fachwerkgiebel des Wirtschaftsgebäudes.

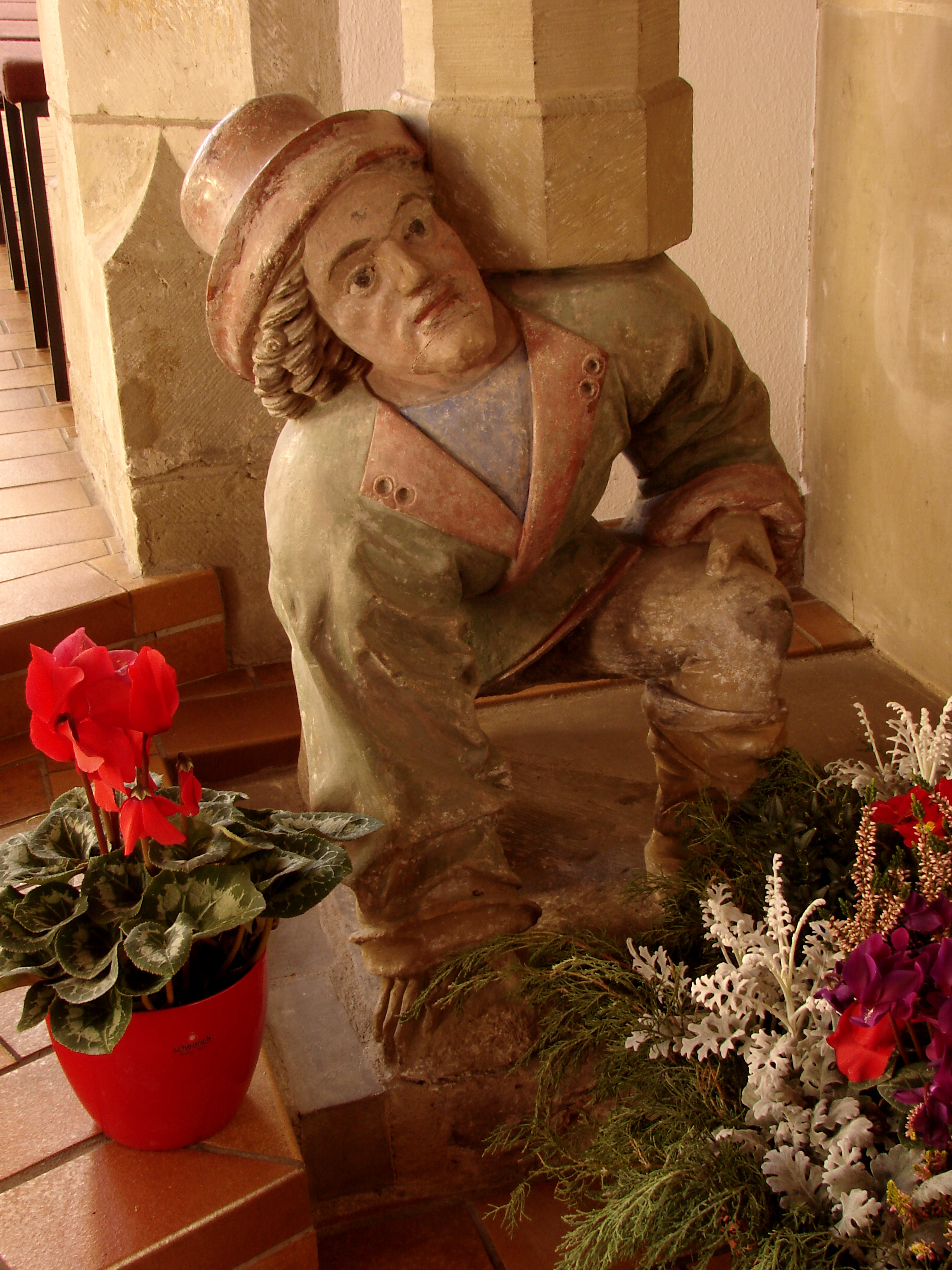
Kanzelträger in der Kirche St. Simon und Judas
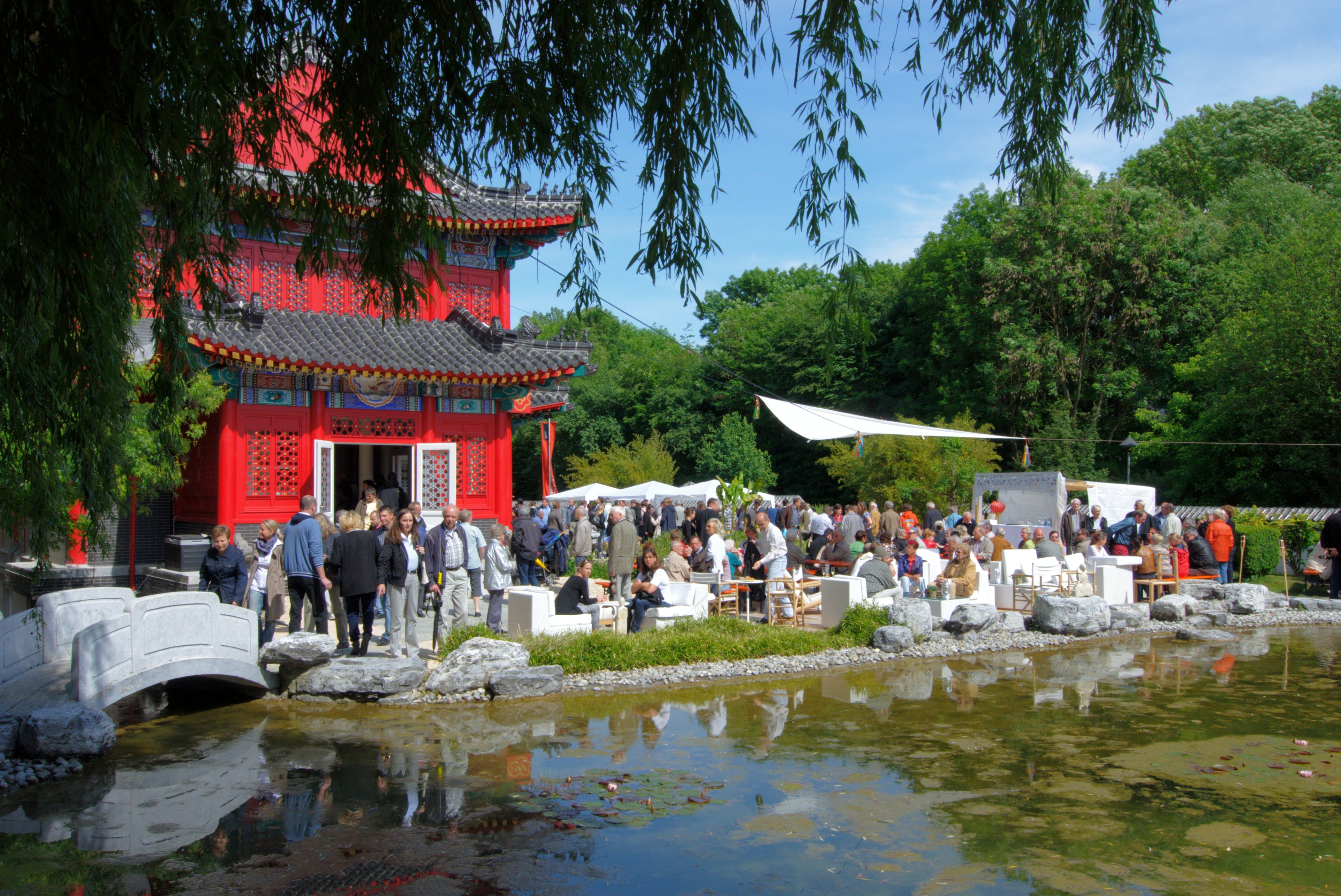
Neueröffnung des Chinahauses im Mai 2011
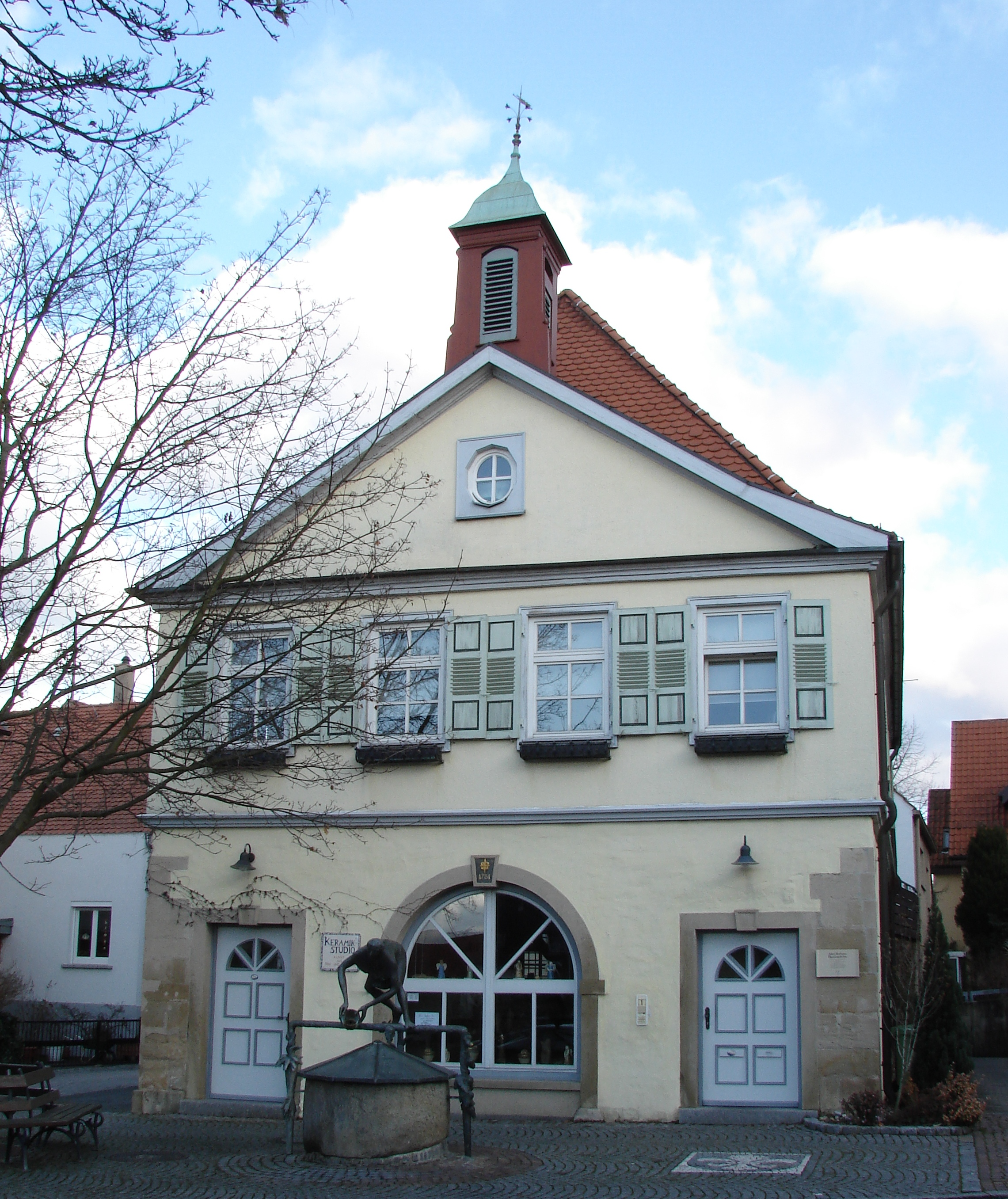
Altes Heutingsheimer Rathaus
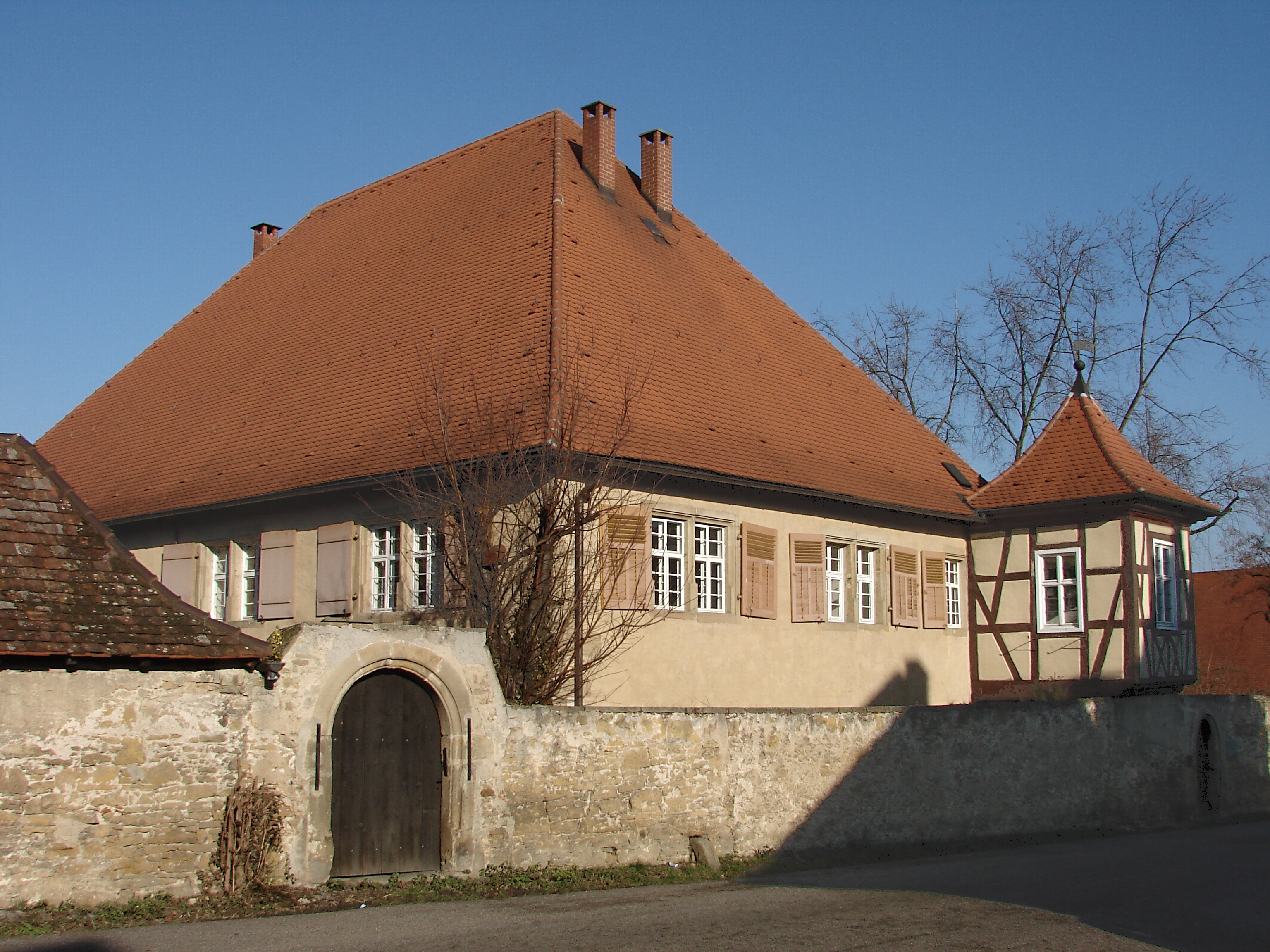
Schloss

### Naturschutz

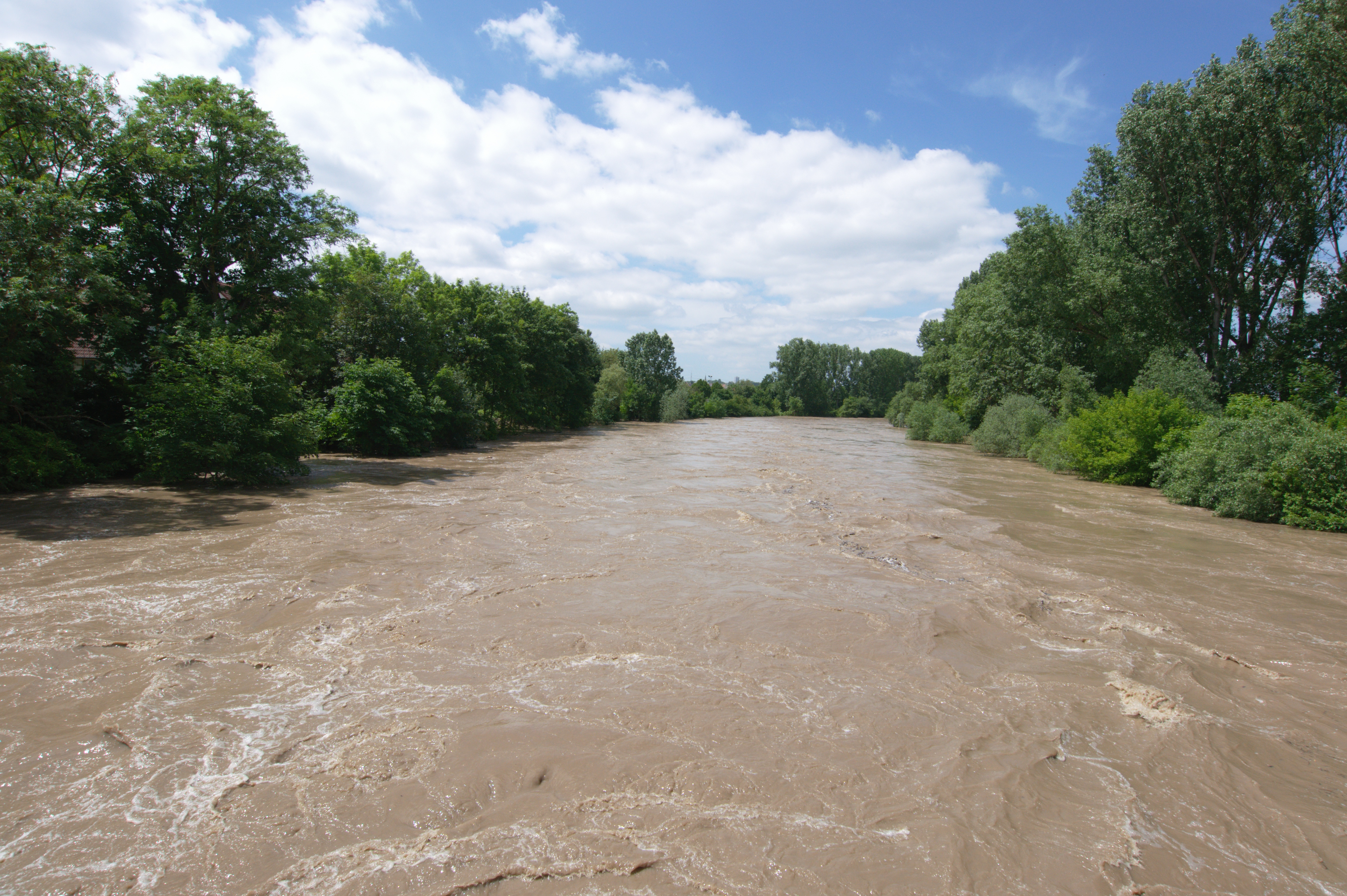
Hochwasser im Naturschutzgebiet Altneckar

Das Naturschutzgebiet Altneckar mit seinem Auwald und dem angrenzenden Wiesental ist ein Naherholungsgebiet und eine ökologische Oase zwischen den Gemeinden Freiberg, Pleidelsheim und Ingersheim.
Die Brücke der Bahnstrecke über die A 81 war am 20. April 1945 durch abziehende deutsche Militäreinheiten zerstört worden. Nach dem Zweiten Weltkrieg wurde die Brücke nicht wieder aufgebaut und die Bahnstrecke stillgelegt. Diesseits der A 81 wird der hohe Bahndamm der ehemaligen Bahnstrecke Backnang–Bietigheim von der Stadt als Trockenbiotop geschützt und gepflegt. Jenseits der A 81 schnitt die Bahnlinie eine tiefe Furche ins Gelände. Durch die Bemühungen der Stadt und des BUND entstand dort ebenfalls eine Schutzzone, ein dunkles, feuchtes Waldbiotop.

### Wiederkehrende Veranstaltungen
Auf dem Marktplatz findet am dritten Wochenende im Juli das Bürgerfest statt. Auf der Seebühne treten Bands auf, auf dem Marktplatz bewirten Freiberger Vereine zum Hocketse. Zu Beginn des Fests, am Freitag, können sich Jung und Alt auf verschiedenen Distanzen beim Bürgerfestlauf messen. Das Fest jährte sich 2014 zum 40. Mal. Ab 2017 wird das Fest nur noch alle zwei Jahre gefeiert.
Jährlich am Himmelfahrtswochenende veranstaltet der Musikverein Stadtkapelle Freiberg auf dem Beihinger Wasen das Rettichfest mit großem Bierzelt und zahlreichen Musikdarbietungen.
Seit 2017 finden an einem Wochenende im Sommer die Rockabilly-Tage statt, mit einer Unterbrechung 2020 und 2021 durch die Corona-Pandemie. Es werden historische Straßenkreuzer und andere hubraumstarke Fahrzeuge aus der Epoche um die Mitte des 20. Jahrhunderts Jahre präsentiert und prämiert, es wird getanzt zu Musik aus jener Zeit, und ein Teil des Publikums kleidet sich im Stil jener Jahre.

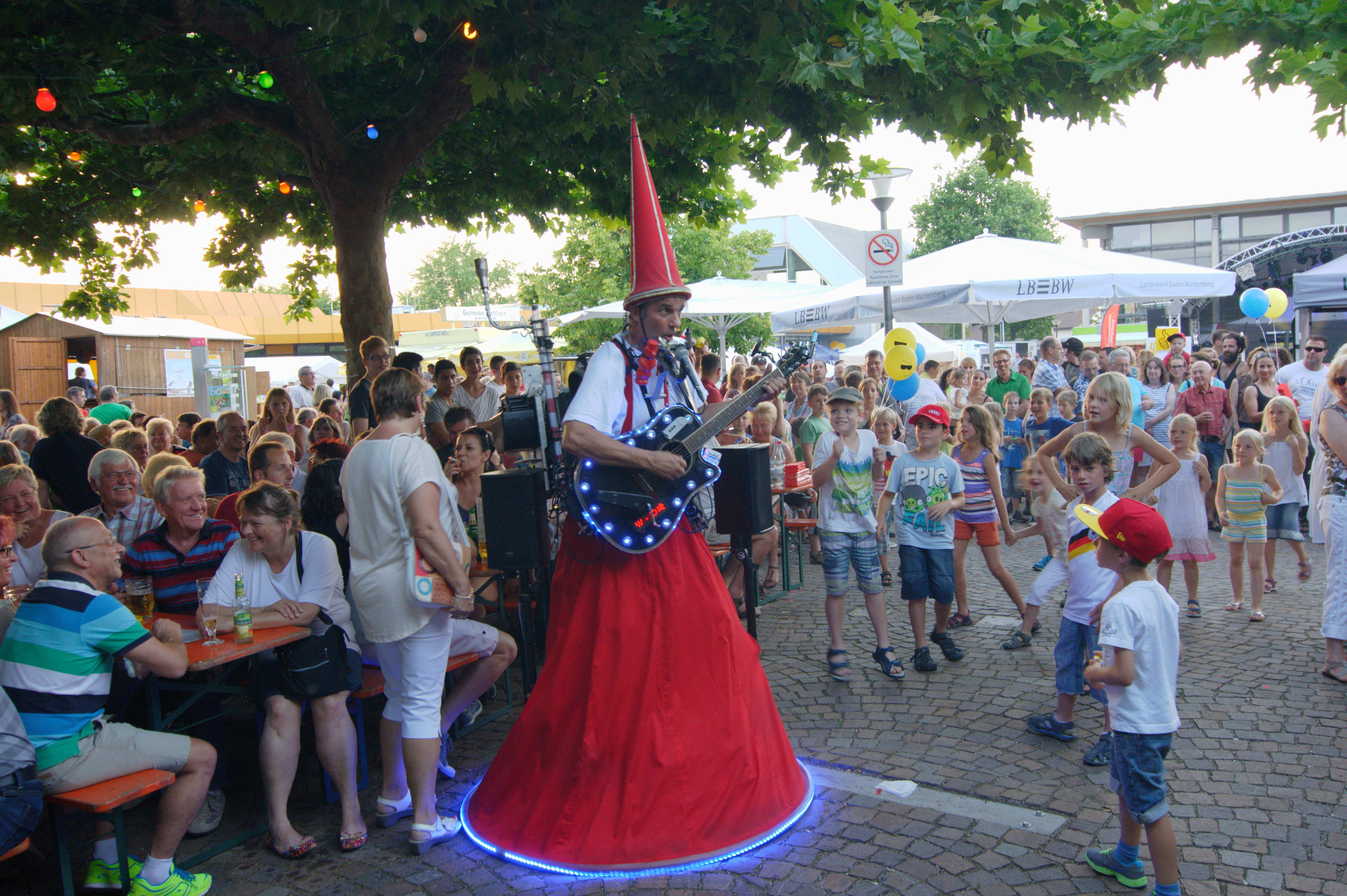
Bürgerfest 2014
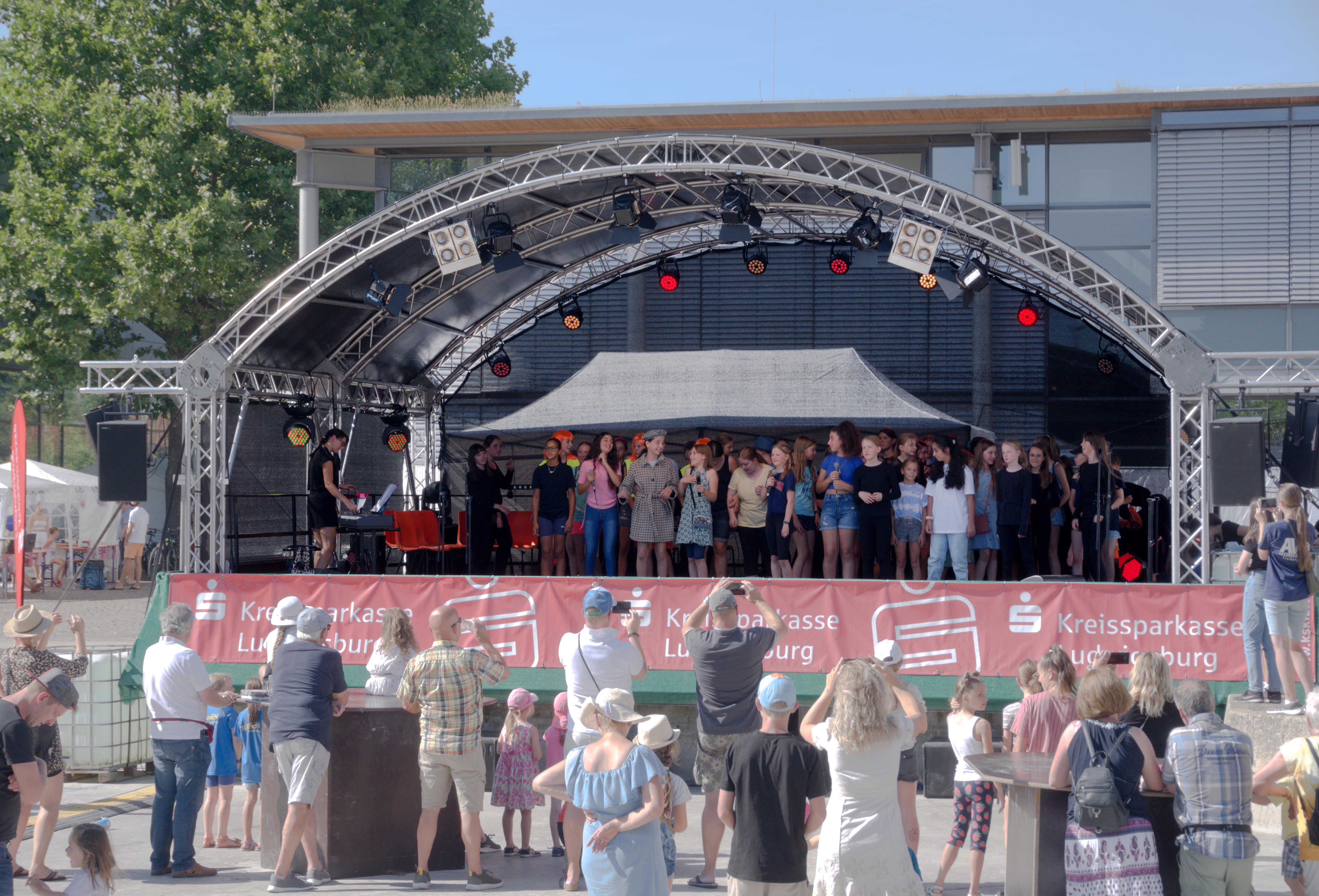
Bürgerfest 2022; Musical-Auftritt der Oscar-Paret-Schule
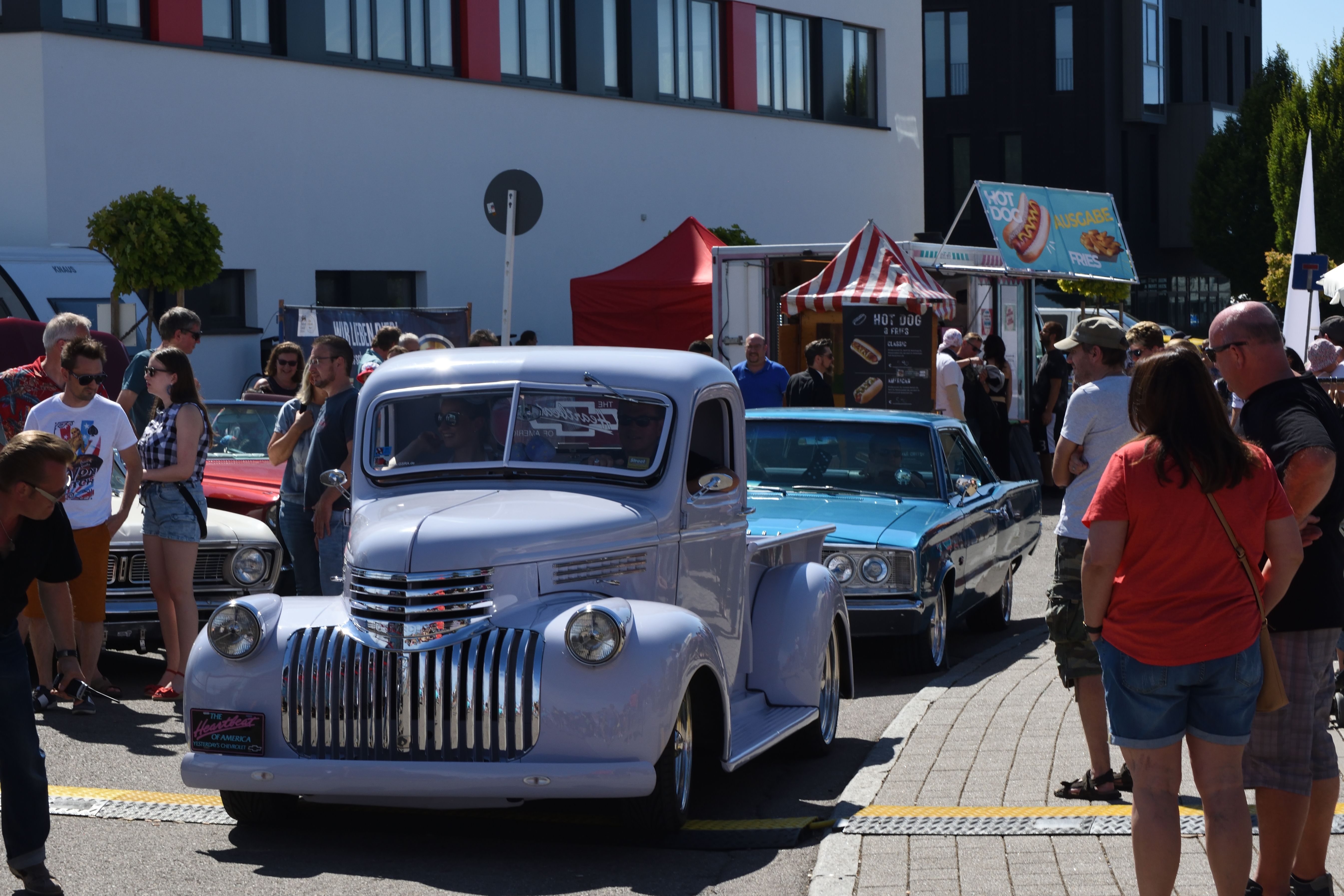
Rockabilly-Fest 2022

### Vergnügungsstätten

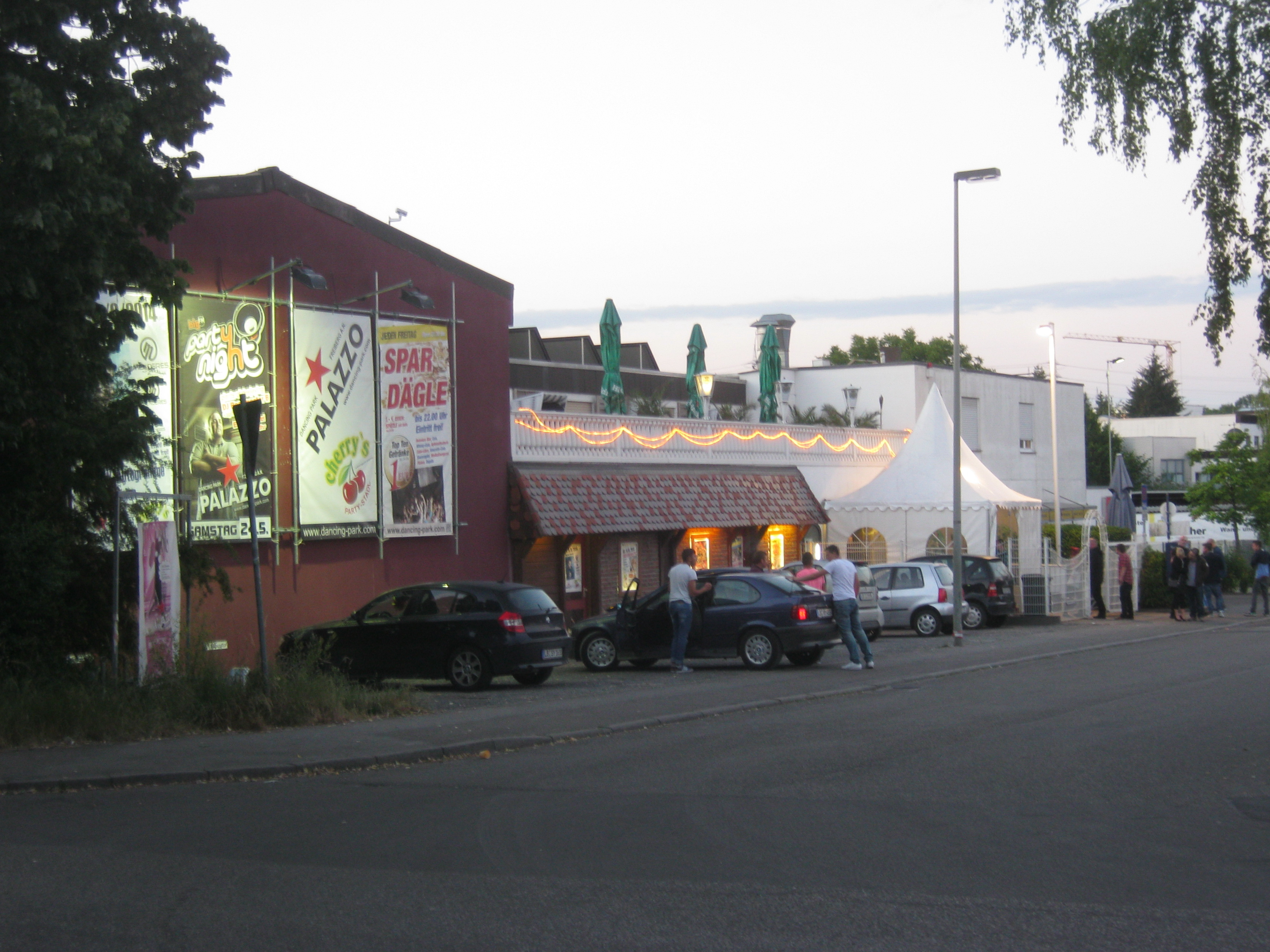
Diskothek Palazzo

Im Industriegebiet Ried existiert seit 1977 die Großraumdiskothek Palazzo, eine der ältesten und am längsten kontinuierlich betriebenen ihrer Art. Bis 2010 besaß diese als Besonderheit eine hebbare Tanzfläche.

## Persönlichkeiten

### Söhne und Töchter der Stadt
- Johann Friedrich Flattich (1713–1797), evangelischer Pfarrer und Erzieher, wurde in Beihingen geboren
- Karl Wilhelm Friedrich von Breyer (1771–1818), Historiker und Hochschullehrer, wurde in Heutingsheim geboren
- Paul Aldinger (1869–1944), Theologe und Gründer der Kolonie Hammonia, heute Ibirama, Santa Catarina, Brasilien. Unterstützer der Bekennenden Kirche, in Heutingsheim geboren
- Friedrich Fröhlich (1880–1964), Bürgermeister Crailsheims, wurde in Heutingsheim geboren
- Wilhelm Lempp (1882–1970), württembergischer Oberamtmann und Verwaltungsjurist, in Heutingsheim geboren
- Albert Lempp (1884–1943), evangelischer Buchhändler und Verleger, in Heutingsheim geboren
- Christine Rudolf (* 1965), Politikerin (SPD), Landtagsabgeordnete
- Bernd Heinze (* 1960), Diplomat, in Beihingen aufgewachsen

### Sonstige
- Johann Friedrich Christmann (1752–1817), Pfarrer in Heutingsheim von 1784 bis 1817 und Komponist
- Oscar Paret (1889–1972), Archäologe und Heimatforscher, wuchs im heutigen Freiberger Stadtteil Heutingsheim auf.
- Norbert Poehlke (1951–1985), „Hammermörder“, wuchs in Geisingen auf.
- Bernd Vohland (1939–2021), Brigadegeneral des Heeres des Bundeswehr, wohnhaft und verstorben in Freiberg.